# Campo di sterminio

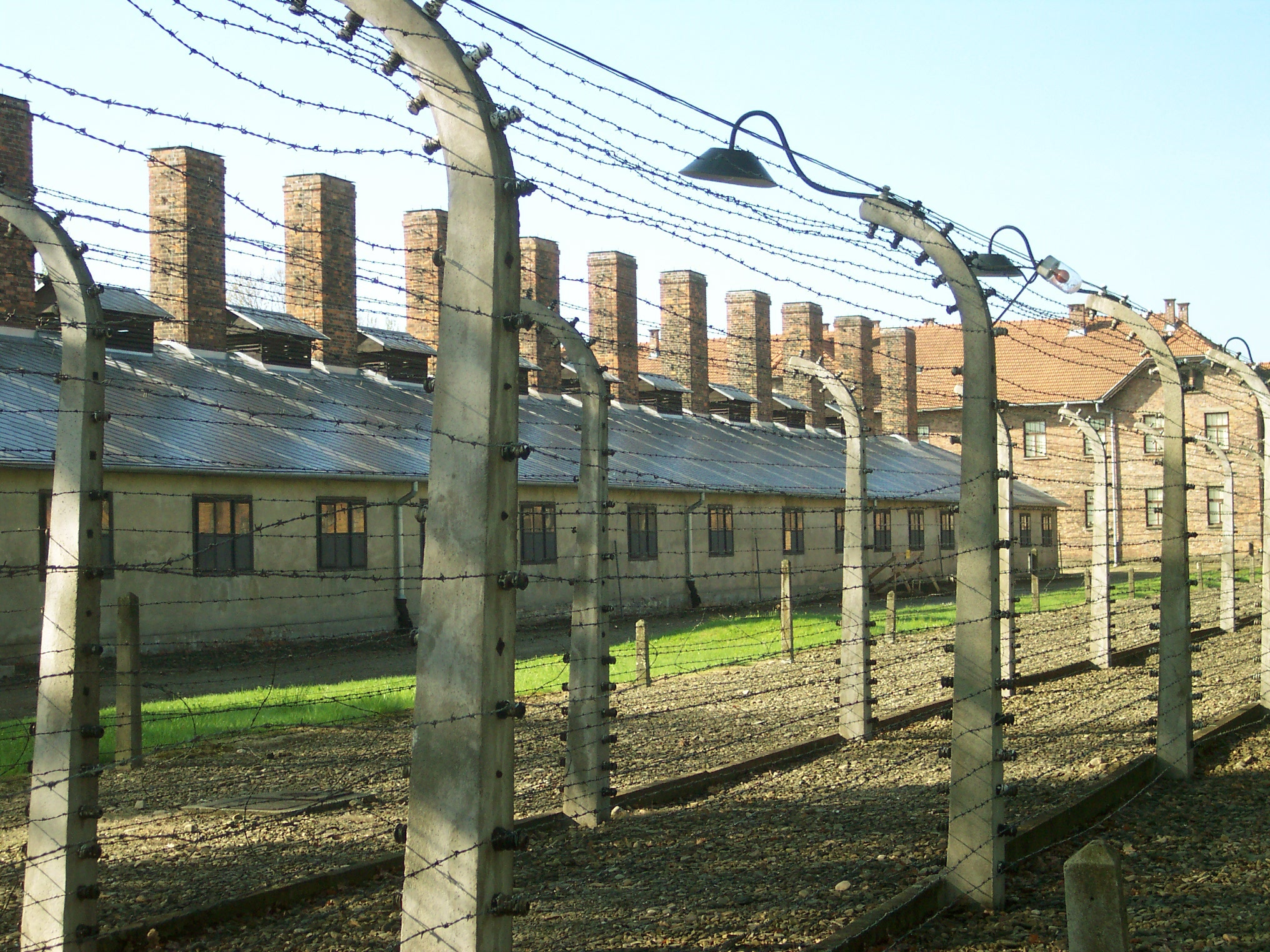
La recinzione del campo di concentramento e di sterminio di Auschwitz

Un campo di sterminio (in tedesco Vernichtungslager, in ebraico מחנות השמדה‎?) è una struttura detentiva il cui scopo unico o principale è quello di uccidere i prigionieri che vi giungono. Questi centri di annientamento furono creati dalla Germania nazista durante la seconda guerra mondiale per rendere celere la cosiddetta soluzione finale del problema ebraico, che consisteva nell'uccisione di tutti gli ebrei d'Europa compresi nella sfera d'influenza politico-militare del Terzo Reich.
Creati sulla base di un complesso ed efficiente programma organizzativo, i campi di sterminio nazisti causarono la morte di circa tre milioni di ebrei (su un totale di circa sei milioni assassinati complessivamente dai nazisti e dai loro alleati) e costituiscono l'unico caso nella storia di struttura detentiva studiata appositamente, secondo tecniche scientifiche e pianificazione di tipo industriale, per distruggere un'intera popolazione sulla base di concezioni ideologico-razziali. L'attività di annientamento dei campi di sterminio rappresentò la fase culminante e più violenta della Shoah.
L'uso dell'espressione "campo di sterminio" per descrivere realtà differenti dai centri di sterminio nazisti della "soluzione finale", è materia di dibattito e non trova ampia diffusione nella storiografia.

## Il campo di sterminio nella "soluzione finale"

### Campi di sterminio della Germania nazista

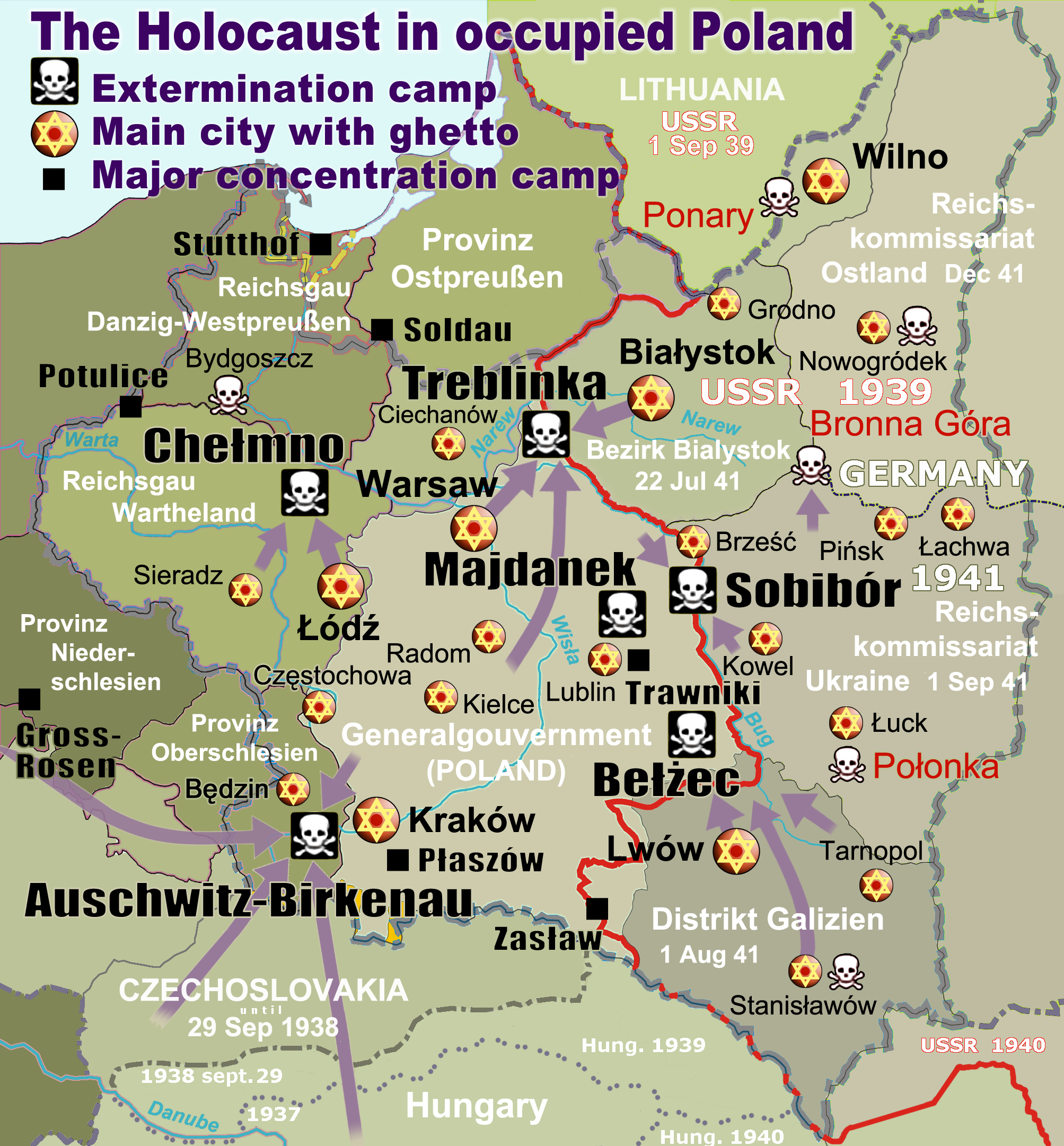
I sei centri di sterminio, secondo la nomenclatura adottata dallo storico Raul Hilberg

I campi di sterminio nazisti furono creati dal terzo reich durante la seconda guerra mondiale per attivare la cosiddetta soluzione finale della questione ebraica, che consisteva nell'uccisione di tutti gli ebrei d'Europa compresi nella sfera d'influenza politico-militare del Terzo Reich.
Creati sulla base di un complesso ed efficiente programma organizzativo, i campi di sterminio nazisti causarono la morte di più di tre milioni di ebrei e costituiscono l'unico caso nella storia di struttura detentiva studiata appositamente, secondo tecniche scientifiche e pianificazione di tipo industriale, per distruggere un'intera popolazione sulla base di concezioni ideologico-razziali. L'attività di annientamento dei campi di sterminio rappresentò la fase culminante e più tragica della Shoah.

#### Definizione
Raul Hilberg, storico dell'Olocausto di nazionalità statunitense e di origine ebreo-austriaca, ha definito "centri di sterminio" sei campi costruiti e attivati nella massima segretezza dalla Germania nazista durante la seconda guerra mondiale: Chełmno, Bełżec, Sobibór, Treblinka, Majdanek, e Auschwitz-Birkenau. Con la loro creazione, raggiunse il culmine organizzativo e tecnico il processo di distruzione degli ebrei d'Europa, perseguito sistematicamente dalle gerarchie e dall'apparato militare, poliziesco e burocratico-amministrativo del Terzo Reich. In circa tre anni, a partire dal dicembre 1941, in questi sei campi di sterminio vennero deportati e uccisi circa tre milioni di ebrei con un complesso procedimento tecnico-organizzativo accuratamente predisposto da un numeroso gruppo di "specialisti della morte". Secondo Hilberg, il meccanismo della distruzione, dalla notevole complessità organizzativa e tecnica, funzionò con efficienza e rapidità, raggiungendo i suoi macabri obiettivi con procedure simili a quelle di una moderna fabbrica. In questo senso, Hilberg definisce i centri di sterminio nazisti un fenomeno senza precedenti, l'unico in cui vennero studiate e attivate procedure per la "morte a catena" di milioni di uomini, donne, vecchi e bambini.

#### Costruzione ed attivazione dei centri di sterminio

##### Processo decisionale
Rudolf Höss testimoniò durante il processo di Norimberga che nell'estate 1941 Heinrich Himmler, dopo averlo convocato a Berlino, gli parlò per la prima volta della decisione presa da Adolf Hitler di procedere all'annientamento totale degli ebrei d'Europa e gli rivelò che il campo di concentramento per prigionieri di guerra di Auschwitz, di cui Höss era il comandante, avrebbe avuto un ruolo centrale nella soluzione finale del problema ebraico. Sempre nell'estate 1941 Himmler si consultò con il medico capo responsabile delle SS, il Reichsarzt-SS-und Polizei dottor Grawitz sulle modalità più opportune per procedere allo sterminio di massa e Grawitz propose l'adozione delle camere a gas. Queste tecniche erano già state studiate ed adottate nel corso del programma di eutanasia (Aktion T4), dipendente dall'ufficio di Philipp Bouhler alla Cancelleria del Reich e diretto concretamente da Viktor Brack e dal responsabile operativo Christian Wirth, Kriminalkommissar proveniente dalla polizia criminale di Stoccarda.

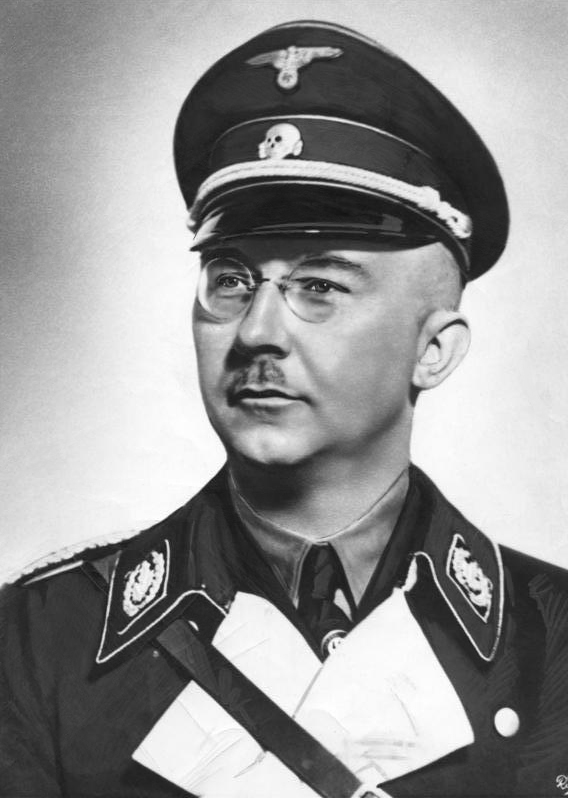
Heinrich Himmler, capo supremo delle SS, principale promotore e organizzatore dello sterminio ebraico

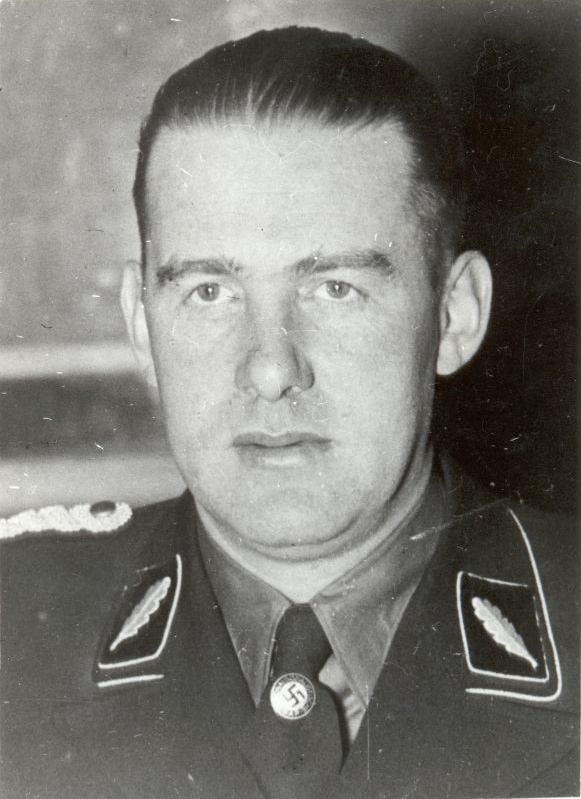
Odilo Globočnik, capo delle SS e della Polizia del distretto di Lublino e responsabile della Aktion Reinhard

Nell'ottobre 1941 Reinhard Heydrich durante una riunione con i dirigenti dell'RSHA, riferì di una decisione di Hitler di "liberare" il Terzo Reich di tutti gli ebrei in ogni modo entro la fine dell'anno, e prospettò la loro deportazione all'est in campi dell'Ostland, ipotizzando possibili localizzazioni a Riga e Minsk. Nello stesso periodo anche Erhard Wetzel, esperto razziale del ministero dei territori dell'est di Alfred Rosenberg, scrisse del probabile utilizzo delle tecniche studiate da Brack per la aktion T4 (il cosiddetto "strumento di Brack", Brackschen Hilfsmittel), nei territori dell'est per "finirla con questi ebrei". In realtà era già stato deciso che il programma per l'annientamento degli ebrei non sarebbe stato attivato all'est, in ragione delle difficoltà tecnico-organizzative di trasporto in regioni glaciali dei territori occupati e dell'opposizione dei commissari del Reich dell'Ostland Hinrich Lohse e Wilhelm Kube, ma direttamente nel Governatorato Generale.
In questo territorio erano già in azione le procedure di annientamento degli ebrei del cosiddetto programma "sterminio mediante il lavoro", portate avanti con crudele energia dai capi delle SS e Polizia di Lublino, Odilo Globočnik, e della Galizia, Friedrich Katzmann; nei campi della DG IV ("strada di transito IV") morirono per le terribili condizioni di lavoro oltre 70.000 ebrei. Inoltre Globočnik il 1º ottobre 1941 sollecitò misure ancora più dure contro gli ebrei del Governatorato: l'eliminazione degli inabili al lavoro e l'immediata "evacuazione" degli ebrei per liberare spazio nel suo distretto al reinsediamento di tedeschi etnici. In luglio 1941 il capo della SS di Poznań, Heinz Höppner, aveva già scritto ad Eichmann che, a causa dell'impossibilità di nutrire tutti gli ebrei del Governatorato, la "soluzione più umana" sarebbe stata quella di "liquidare" gli inabili con "qualche mezzo rapido ed efficace".
Alla fine dell'anno 1941 tuttavia non sembra che fosse stata ancora presa una decisione definitiva da parte delle autorità supreme a favore di uno sterminio sistematico degli ebrei; anche due settimane dopo la conferenza di Wannsee, il 4 febbraio 1942 Heydrich tornò nuovamente a parlare di possibili deportazioni in massa nelle regioni artiche. In realtà i piani e i progetti concreti già iniziati nell'autunno del 1941 divennero operativi dal marzo 1942 con la decisione di sterminare gli ebrei del Warthegau per fare posto ai reinsediamenti e con l'inizio del processo di annientamento nei distretti di Lublino e Leopoli sotto la pressione dell'estremismo di Globočnik e Katzmann. 
Il 13 e 14 marzo Himmler incontrò Globočnik e Friedrich Wilhelm Krüger, capo di SS e Polizia del Governatorato; in questa occasione vennero verosimilmente discussi i problemi tecnici della deportazione, dello sterminio nei nuovi centri di distruzione in fase di completamento, e di sostituzione dei lavoratori ebrei. Himmler compì un secondo viaggio di ispezione nel luglio 1942; dopo aver visitato Auschwitz, si recò anche nel distretto di Lublino e il 19 luglio, pienamente soddisfatto dei risultati raggiunti, ordinò a Krüger di completare entro il 31 dicembre 1942 il "trasferimento di tutta la popolazione ebraica" del Governatorato. In estate iniziarono i rastrellamenti dei ghetti in Polonia ed Eichmann poté dare inizio ai suoi programmi di deportazione "all'est" degli ebrei di tutta Europa.

##### Chełmno

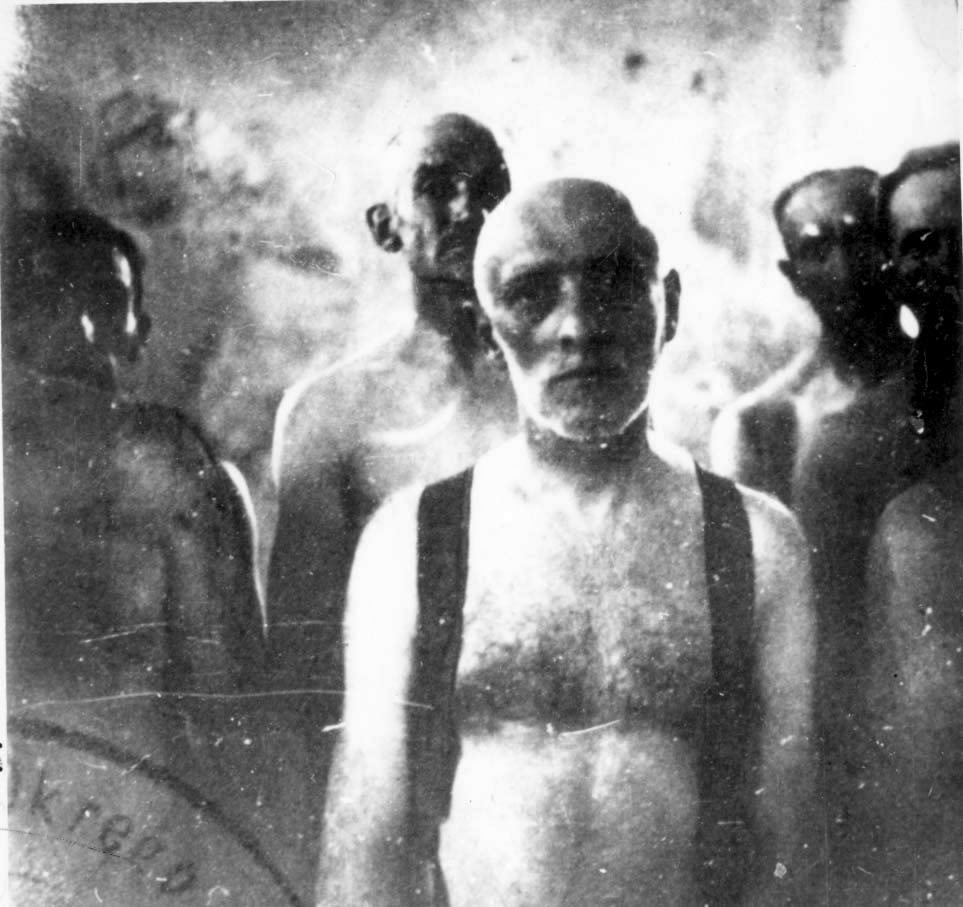
Deportati del campo di sterminio di Chełmno

Il primo campo di sterminio ad essere attivato fu quello di Chełmno (Kulmhof, nella documentazione tedesca), fin dal dicembre 1941. Il programma di annientamento di massa era condotto mediante autocarri appositamente modificati (Gaswagen), al cui interno erano convogliati i gas di scarico. Il sistema, già sperimentato dai nazisti in Unione Sovietica e in Serbia, era stato sviluppato dal referat tecnico del RSHA e venne attivato su sollecitazione del Gauleiter del Warthegau, Arthur Greiser che ottenne l'autorizzazione di Himmler a sterminare 100.000 ebrei presenti nel suo territorio o trasferiti dalla Prussia occidentale nel ghetto di Łódź. 
L'attivazione del campo, costruito in una villa con parco al centro del modesto villaggio di Chełmno abitato da solo 250 persone, fu opera del Sonderkommando Lange, diretto dal Hauptsturmführer Herbert Lange, a cui successe Hans Bothmann. Il personale del Sonderkommando incaricato delle gasazioni, dieci-quindici uomini, venne fornito dal capo delle SS e della polizia del Warthegau, Wilhelm Koppe, mentre le guardie, circa ottanta uomini, provenivano dalla ORPO locale, diretta da Oskar Knofe. Agli inizi di novembre arrivò a Kulmhof il primo autocarro a gas, equipaggiato con monossido di carbonio in bombole e, dopo che era stata sistemata una palizzata intorno al campo per mascherare le operazioni, l'8 dicembre 1941 ebbero inizio le gasazioni; a gennaio 1942 arrivarono altri due autocarri dotati di impianti di convogliamento dei gas di scarico all'interno dell'abitacolo sigillato, i cosiddetti Gaswagen.
Adolf Eichmann visitò il campo nel gennaio 1942 e assistette ad un carico di ebrei su uno degli autocarri che utilizzavano i gas di scarico; il capo dell'ufficio IVB4 ne trasse un'impressione poco favorevole; la tecnica dello sterminio prevedeva che l'autocarro, che poteva ospitare fino a 150 vittime, si dirigesse con il suo carico di condannati fuori dal villaggio a circa quattro chilometri fino al cosiddetto "campo del bosco" (Waldlager) dove un Sonderkommando di ebrei si occupava del macabro compito di scaricare e pulire il mezzo, e seppellire in grande fosse i cadaveri. Anche Christian Wirth criticò il meccanismo di annientamento sviluppato a Chełmno, irregolarità nel rilascio del gas poteva ridurne la letalità e prolungare l'agonia delle vittime; inoltre il sistema non poteva "trattare" più di 1 000 persone al giorno.

##### Bełżec

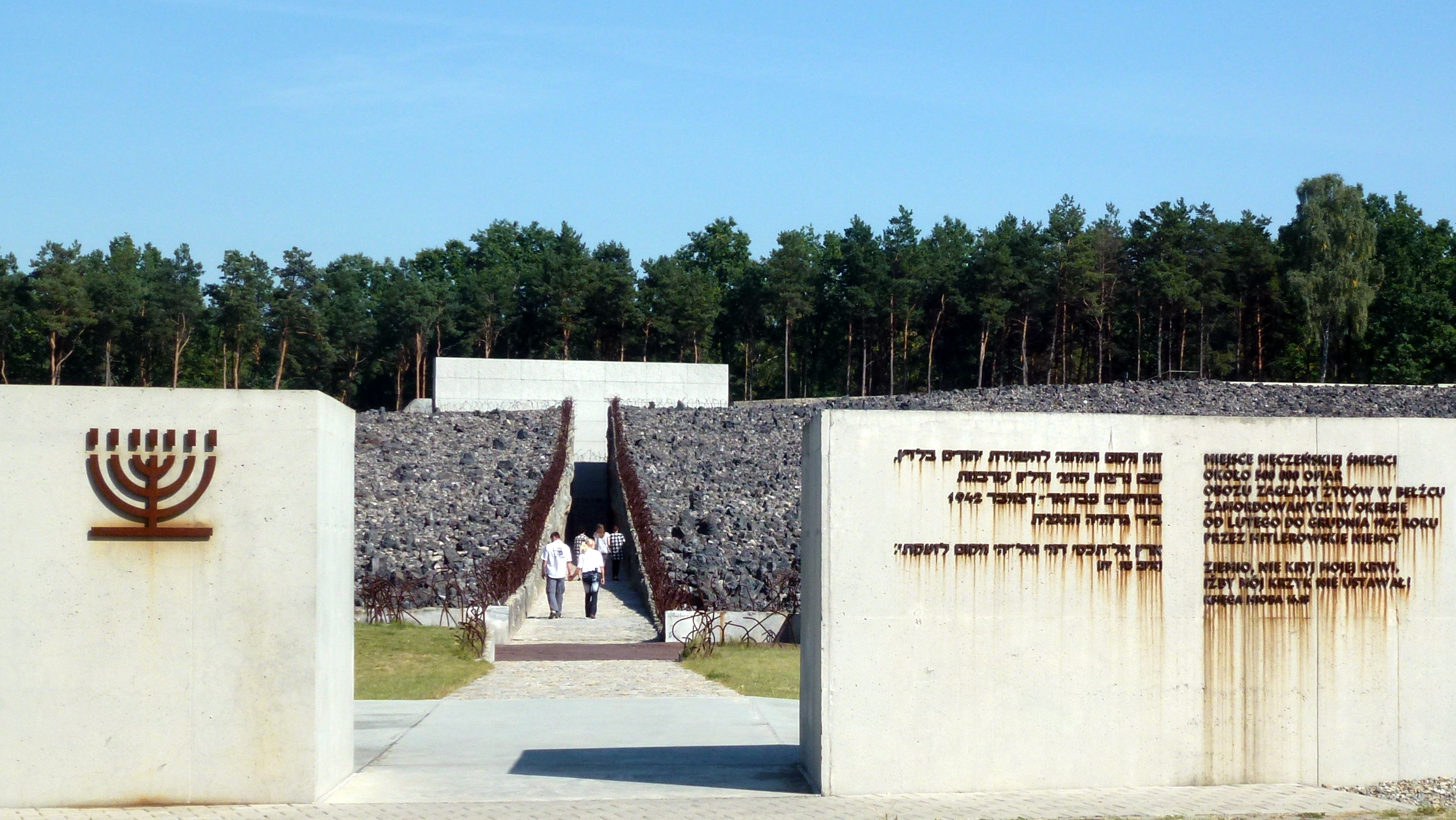
Memoriale del campo di sterminio di Bełżec

Dopo l'esperienza di Chełmno, l'apertura dei tre campi gemelli di Bełżec, Sobibór e Treblinka segnò un salto qualitativo nelle operazioni di sterminio della popolazione ebraica nella Polonia occupata, con la costruzione delle prime camere a gas fisse, alimentate a monossido di carbonio.

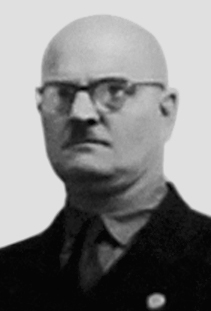
Christian Wirth, primo comandante del campo di sterminio di Bełżec e ispettore dei centri della Aktion Reinhard

 La pianificazione di un campo a Bełżec era già cominciata nel 1941 sotto la direzione dell'Amt Haushalt und Bauten, l'ufficio del bilancio e delle costruzioni" di Oswald Pohl che nel marzo 1942 sarebbe confluito, insieme all'ispettorato dei campi di concentramento, nel WVHA, Wirtschafts und Verwaltungshauptamt. Il 13 ottobre 1941 Himmler aveva autorizzato il SS-Brigadeführer Odilo Globočnik, capo della Polizia e delle SS del distretto di Lublino, a procedere alla costruzione del campo, e lo stesso Globočnik costituì un "gruppo di lavoro", più tardi noto con il nome in codice "Reinhard", diretto dal suo sostituto, Hermann Höfle, per la direzione del programma di annientamento degli ebrei nelle nuove strutture di sterminio. Anche Adolf Eichmann, capo della sezione IVB4 del RSHA, partecipò attivamente allo sviluppo del programma, visitò Bełżec nell'inverno 1941-42 e ispezionò Lublino e Minsk, facendo pressioni per attivare le deportazioni degli ebrei del Reich, del Protettorato e del Warthegau.
La costruzione del campo di sterminio di Bełżec, nel distretto di Lublino, andò avanti piuttosto lentamente dal novembre 1941 ad opera di operai polacchi sotto la direzione di un kommando di costruzione delle SS, a dicembre vennero posati i binari a scartamento ridotto. Dopo Natale, dopo l'allontanamento degli operai polacchi e la loro sostituzione con manodopera coatta ebraica, arrivò il dottor Helmut Kallmeyer, chimico di Berlino, per l'installazione degli impianti del gas (Vergasungsanlagen). A febbraio vennero costruite le torrette di guardia, vennero quindi eliminati nelle camere a gas gli operai ebrei ed il 16 marzo 1942 venne attivato il campo, sotto la direzione di Christian Wirth, inviato in precedenza insieme ad un centinaio di esperti del programma Aktion T4, a Lublino da Viktor Brack per collaborare con Odilo Globočnik. Quest'ultimo, personalità fortemente ideologizzata, veterano del nazismo austriaco, assunse un ruolo centrale nella direzione del programma di annientamento nel Governatorato Generale e poté agire, godendo della piena fiducia di Himmler, in autonomia rispetto al suo superiore diretto, il capo delle SS e della Polizia in Polonia Friedrich Wilhelm Krüger. Dopo qualche contrasto iniziale di autorità tra Wirth e Globočnik, in una riunione a Berlino vennero stabilita la preminenza direttiva del capo della SS e della Polizia di Lublino, mentre Josef Oberhauser, già presente a Bełżec in ottobre, assunse il ruolo di collegamento tra Wirth e la direzione SS a Lublino.

##### Sobibór e Treblinka
Nel marzo 1942 iniziò la costruzione di un secondo campo nel distretto di Lublino, sempre nel quadro del programma di sterminio diretto da Odilo Globočnik, denominato Aktion Reinhard; i lavori a Sobibór furono molto più veloci che a Bełżec e proseguirono sotto la direzione del Hauptsturmfüher Richard Thomalla che si avvalse della manodopera ebraica presente nel territorio e della supervisione di un esperto tecnico, Baurat Moser. Un terzo campo di annientamento, localizzato nel distretto di Varsavia, sorse a Treblinka, la costruzione venne diretta dal dottor Irmfried Eberl che impiegò due ditte di Liegnitz e di Varsavia, mentre la manodopera e i materiali erano forniti dagli stessi ebrei del ghetto della capitale. Il campo di sterminio di Sobibór venne attivato nell'aprile 1942 sotto la direzione di Thomalla, a cui seguirono Franz Stangl e Franz Reichleitner, mentre Treblinka, sorto in origine nell'agosto 1941 come campo di lavoro forzato, entrò in funzione come centro di sterminio a luglio 1942, al comando di Eberl e poi in successione di Schemmerl, Stangl e Kurt Franz. Il 1º agosto 1942 Christian Wirth, che aveva avuto contrasti con Globočnik ed anche con Rudol Höss che aveva criticato l'efficienza dei suoi metodi, cedette il comando di Bełżec al Haupsturmführer Gottlieb Hering e divenne l'ispettore generale dei tre campi della Aktion Reinhard (Bełżec, Sobibór, Treblinka)..

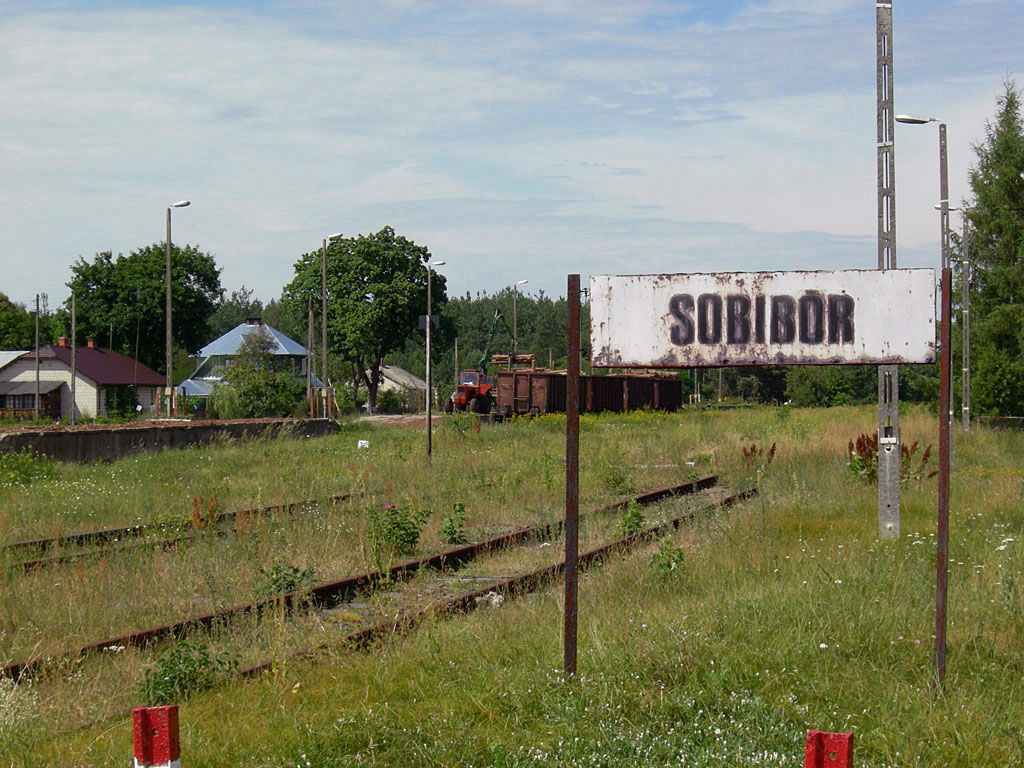
I resti del campo di sterminio di Sobibór

Il personale presente nei campi di sterminio del Governatorato era costituito da un piccolo nucleo di specialisti tedeschi delle SS, in genere provenienti dalla Aktion T4, addetti agli aspetti tecnici del meccanismo, e dalle guardie del campo; queste ultime erano volontari ucraini, vestiti di nero, ed equipaggiati con fucili, carabine e fruste di cuoio, addestrati nel vicino campo di formazione di Trawniki. Ogni campo disponeva di una compagnia di guardie ucraine, mentre Kulmhof aveva una compagnia di polizia tedesca della ORPO. La struttura dei tre campi della Aktion Reinhard (Bełżec, Sobibór e Treblinka) era simile: si trattava di complessi di piccole dimensioni, isolati in territori boscosi, costituiti da alcuni edifici per le guardie, da una baracca dove venivano radunati gli ebrei, una dove si spogliavano e da uno stretto percorso, largo due o tre metri (lo Schlauch, il manicotto) con protezione laterale di filo spinato che le vittime dovevano percorrere per raggiungere le camere a gas. Queste erano stanze di medie dimensioni dove gli ebrei venivano ammassati per la gasazione: mentre a Bełżec si utilizzò all'inizio monossido di carbonio in contenitori (Flaschengas), Sobibór e Treblinka disponevano di grandi motori Diesel che emettevano monossido e diossido di carbonio. Inizialmente i centri disponevano solo di tre camere a gas ciascuno e, non essendo dotati di forni crematori, i cadaveri dovevano venire bruciati in fosse improvvisate con risultati non soddisfacenti.
Per superare le carenze tecnico-organizzative evidenziatesi ed il rischio di "sovraccarico" delle installazioni, di fronte alla massa crescente dei deportati destinati allo sterminio, tra luglio e settembre 1942 si procedette ad un vasto ampliamento dei tre centri del Governatorato; vennero quindi edificate grandi e solide costruzioni in pietra o in mattoni al posto delle baracche ed ogni campo fu dotato di sei camere a gas allineate sui lati di un corridoio centrale, mentre la stanza con il motore Diesel era situata in fondo al corridoio.
Nel periodo di massima attività il processo di annientamento si sviluppava con rapidità ed efficienza; i tre campi controllati dall'ispettorato di Christian Wirth riuscirono a sterminare più di 25 000 vittime al giorno.

##### Majdanek
Nel marzo 1942 l'Obergruppenführer Oswald Pohl divenne il responsabile del nuovo "Ufficio centrale economico-amministrativo delle SS" (SS- Wirtschafts-Verwaltungshaptamt, WVHA) che inglobava i precedenti "Ufficio del bilancio e delle costruzioni" e "Ufficio amministrazione ed economia"; diviso negli Amtsgruppe A, B, C, D e W, accumulava e gestiva un enorme potere amministrativo, burocratico ed economico dell'apparato delle SS. In particolare il WVHA, oltre a gestire i settori: amministrazione delle truppe (Amt A, Brigadeführer Fanslau), economia (Amt B, Gruppenführer Georg Lörner), costruzioni (Amt C, Gruppenführer Kammler) e imprese economiche (Amt W, Obergruppenführer Hans Lörner), accorpava anche il vecchio Ispettorato dei campi di concentramento che divenne l'Amt D sempre sotto la direzione di Richard Glücks.

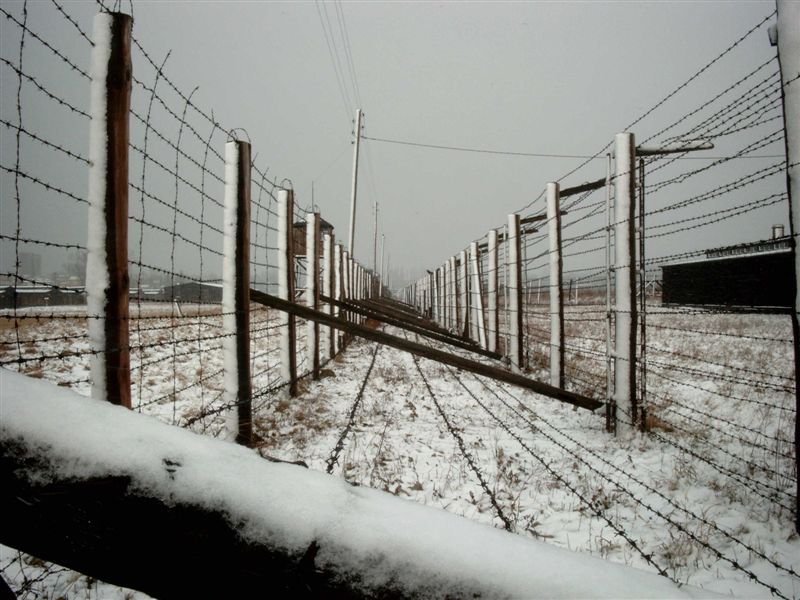
La doppia recinzione esterna del campo di concentramento di Majdanek

Al massimo della sua espansione (1944) il sistema dei campi dell'Amt D del WVHA di Pohl comprendeva, senza considerare i campi autonomi creati localmente dai capi delle SS e della polizia di distretto, venti campi di concentramento principali e 165 campi satelliti; i tre campi di sterminio della Aktion Reinhard (Bełżec, Sobibór e Treblinka) organizzati da Odilo Globočnik e Christian Wirth in realtà non rientravano amministrativamente e gerarchicamente nelle competenze della sezione di Richard Glücks che invece dal settembre 1942 attivò come centro di annientamento degli ebrei anche il campo di Majdanek, denominato nella documentazione tedesca "campo di concentramento di Lublino", attivo fino a quel momento come campo per prigionieri di guerra sotto il controllo delle SS. Furono attivate tre camere a gas all'interno di un edificio a forma di U, dotate di dispositivi con monossido di carbonio in contenitori e di acido cianidrico; la prima di queste installazioni venne denominata con macabra ironia Rosengarten ("giardino di rose"). Per un anno, dal settembre 1942, vi furono uccisi 500-600 uomini, donne e bambini la settimana, deportati principalmente dal distretto di Lublino e da Varsavia, ma in parte anche dal Reich, dal Protettorato e dalla Francia.
Nonostante l'elevatissimo numero di vittime, Majdanek rimase comunque sempre nei progetti nazisti in primo luogo un campo di concentramento, "solo occasionalmente usato come campo di sterminio, al fine di eliminare coloro che non potevano venire uccisi nei campi di sterminio dell’Operazione Reinhard: Bełżec, Sobibór e Treblinka". Proprio per questa molteplicità di funzioni, Il campo di Majdanek era una struttura molto più complessa dei centri di sterminio della Aktion Reinhard, con una organizzazione gerarchica guidata dal comandante del campo, prima lo Standartenführer Karl Otto Koch, quindi Max Kögel, Hermann Florstedt, Martin Weiss e infine Arthur Liebehenschel; vi era poi uno Schutzhaftlagerführer, responsabile del controllo dei detenuti, a questo incarico si succedettero Hermann Hackmann, Wimmer e Thumann; infine un capo amministrativo, prima Heinrich Worster e poi Michel. Le guardie del campo di Majdanek erano comandate dallo Sturmbannführer Walter Langleist e poi dallo Hauptsturmführer Martin Melzer ed erano costituite da reparti provenienti dai Totenkopfstandarten (le "unità Testa di morto", che designavano i reparti di guardie dei campi) e da un battaglione di Schutzmannschaft ("Schuma", reparti di ausiliari reclutati nelle regioni occupate) lituano.

##### Auschwitz
Accanto alle metodiche di annientamento degli autocarri a gas di Chełmno e delle camere a gas con monossido di carbonio della Aktion Reinhard (Bełżec, Sobibór e Treblinka), l'apparato della distruzione delle SS organizzò un terzo sistema più efficiente e complesso. In una regione boscosa e paludosa dell'Alta Slesia, tra i fiumi Vistola e Soła, in un ambiente umido e nebbioso, sarebbe sorto il più grande, importante e micidiale centro di sterminio. Auschwitz era una cittadina di circa 12 000 abitanti, nelle cui vicinanze erano ancora presenti baracche in rovina di un'unità di cavalleria austriaca; l'esercito tedesco vi stabilì inizialmente un reparto di truppe logistiche, ma l'Ispettorato dei campi di concentramento individuò questo posto isolato e il 21 febbraio 1940 Richard Glücks scrisse ad Himmler in termini favorevoli delle caratteristiche del luogo. A primavera arrivarono le SS, guidate dal comandante designato del nuovo campo, Obersturmführer Rudolf Höss; inizialmente i detenuti erano prigionieri politici polacchi impiegati nel lavoro forzato per le SS, le quali estesero la loro giurisdizione in una vasta area circostante designata "zona di interesse" (Interessengebiet) in vista di ampliamenti delle strutture.

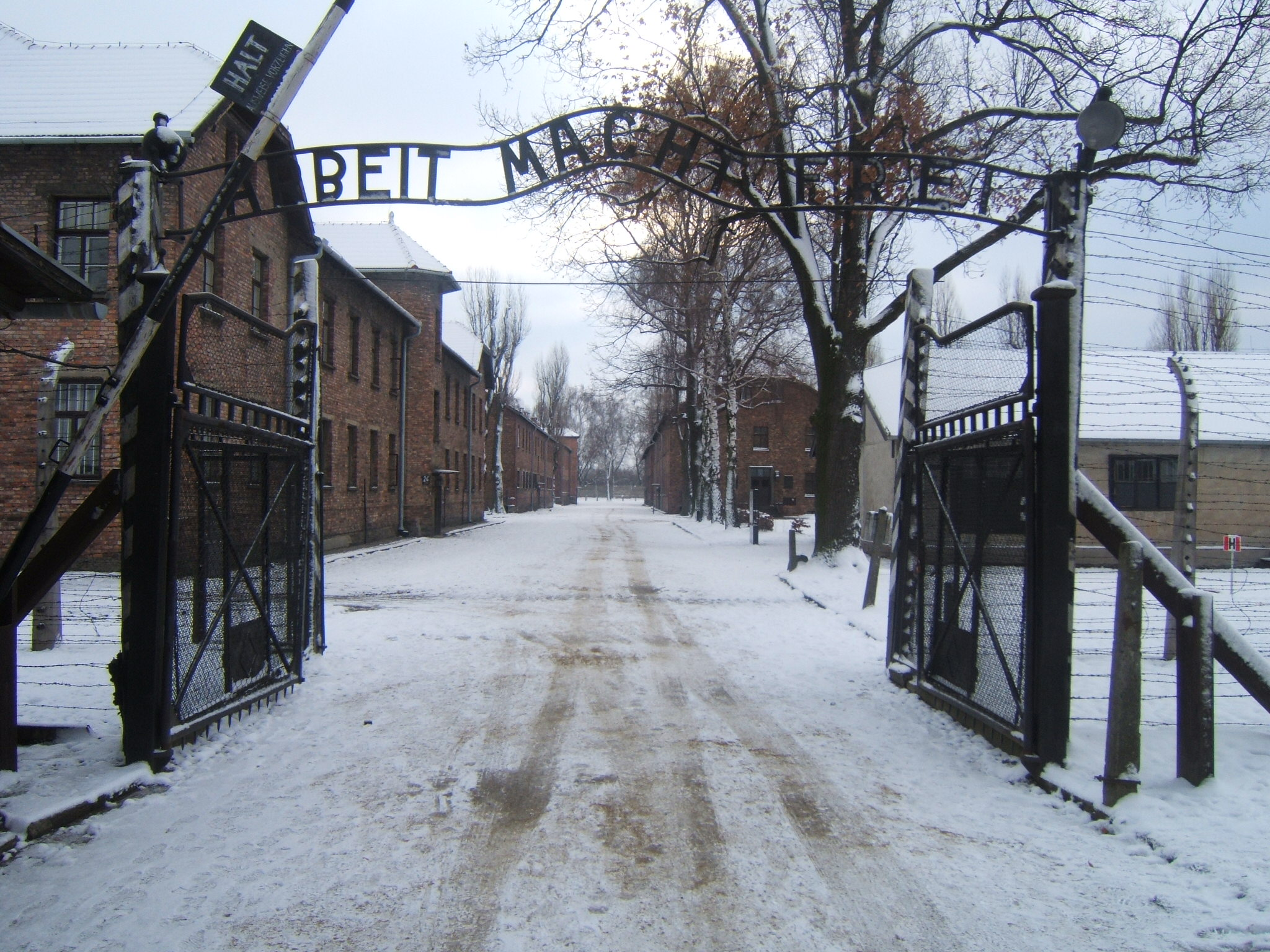
L'entrata del campo di concentramento di Auschwitz (Auschwitz I)

All'inizio del 1941 si verificò un fatto nuovo di grande importanza: dopo alcune discussioni, il 6 febbraio i dirigenti economici del Reich ed i responsabili della IG Farben, Fritz ter Meer, capo del comitato tecnico-produttivo, e Otto Ambros, vice direttore della industria di Ludwigshafen che dirigeva il programma Buna, decisero che la quarta fabbrica per la produzione della gomma sintetica (Buna IV) sarebbe stata costruita ad Auschwitz. Carl Krauch, plenipotenziario dell'industria chimica e massimo dirigente della IG Farben, e Hermann Göring chiesero la collaborazione di Himmler per la costruzione degli impianti e per la manodopera, ed il Reichsführer decise di evacuare la popolazione della cittadina e trasferirvi gli operai; inoltre tutti i prigionieri presenti nel campo sarebbero stati a disposizione della Buna IV per il lavoro coatto in condizioni estreme; il capo dell'Amt C (costruzioni) del WVHA di Pohl, Gruppenführer Hans Kammler, decise l'edificazione di baracche per 18 000 prigionieri. Sorse così dalla primavera del 1941 la IG Auschwitz, diretta dal dottor Walter Dürrfeld, con due impianti industriali: il Buna IV ed una fabbrica di acido acetico; la IG Farben e le SS collaborarono strettamente per l'efficienza e l'organizzazione delle fabbriche e del campo dei lavoratori forzati annesso (Monowitz), le SS stesero le recinzioni, costruirono le baracche, organizzarono i corpi di guardia insieme con la "polizia di fabbrica" (Werkschutz).

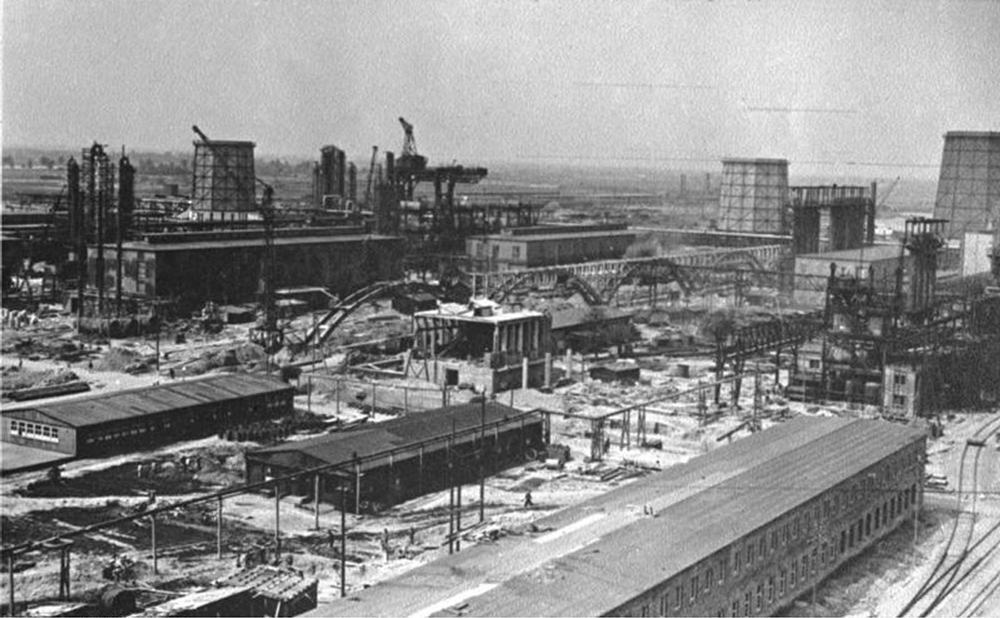
Il campo di lavoro di Monowitz (Auschwitz III)

Una nuova iniziativa di Himmler e delle SS portò ad un terzo ampliamento del campo di Auschwitz; dopo l'inizio dell'operazione Barbarossa le SS richiesero la disponibilità di una parte del gran numero di prigionieri di guerra sovietici e, dopo accordi con la Wehrmacht, venne quindi deciso di costruire un grande campo per prigionieri a Birkenau, un'area vuota in parte paludosa a circa due chilometri dal campo principale, dove vennero raccolti inizialmente circa 10.000 soldati sovietici catturati; Höss seppe che Hitler aveva dato incarico di prepararsi ad accoglierne oltre 100.000. In realtà dall'estate 1941 era stata presa una decisione per la soluzione del "problema ebraico" che avrebbe coinvolto in modo decisivo il complesso concentrazionario in continua espansione di Auschwitz. Dopo il colloquio tra Himmler e Höss in cui il capo delle SS motivò il ruolo centrale assegnato ad Auschwitz anche con la sua vicinanza ad importanti reti ferroviarie, Eichmann visitò il sito e studiò insieme a Höss i problemi dei trasporti. Nel frattempo il vice di Höss, Karl Fritzsch, sperimentò ad Auschwitz, in una cella del bunker, l'impiego di acido cianidrico, disponibile nel campo per la disinfestazione da parassiti, su alcuni prigionieri russi; poco dopo Höss assistette ad un secondo esperimento organizzato nell'obitorio del campo principale; il comandante di Auschwitz si convinse dell'efficienza del metodo e così dal febbraio 1942 l'obitorio divenne la prima camera a gas con due forni nel crematorio. In autunno era arrivato ad Auschwitz l'ingegnere Kurt Prüfer, esperto delle SS di crematori, dipendente della società J.A. Topf und Söhne di Erfurt che si incaricò della progettazione e costruzione degli impianti di gasazione.
Ben presto, di fronte alle crescenti richieste, Höss ed Eichmann individuarono due piccole fattorie a Birkenau che vennero, dopo importanti modifiche strutturali, attivate per le gasazioni a marzo e a giugno 1942; le due nuove costruzioni furono denominate Bunker I (sul luogo della fattoria nota come la "casa rossa") con due camere a gas e Bunker II con quattro camere a gas. Himmler assistette alla procedura di annientamento con il gas nel Bunker II nel corso della sua visita al campo il 17 e 18 luglio 1942; pienamente soddisfatto annunciò a Höss che Eichmann avrebbe potenziato i trasporti e che Auschwitz doveva prepararsi a deportazioni in massa di ebrei da utilizzare come manodopera coatta per l'industria tedesca, gli inabili al lavoro sarebbero stati eliminati nelle camere a gas (gesondert untergebracht, sottoposti al trattamento speciale).
La SS-Zentralbauleitung di Auschwitz (sezione centrale delle costruzioni), diretta dallo Sturmbannführer Karl Bischoff, si incaricò, in stretta cooperazione con numerose imprese private, dei grandi lavori di ampliamento del centro di sterminio; dopo l'installazioni dei cavi elettrici e delle condutture, furono costruite numerose baracche primitive a Birkenau, fu edificato un imponente sistema di torrette di guardia, venne steso ed elettrificato il filo spinato; soprattutto a Birkenau vennero progettate e costruite quattro grandi strutture (Bauwerke, progetti di edificio, numerati 30, 30a, 30b, 30c) per le nuove e più moderne camere a gas. La costruzione di questi grandi complessi procedette dal luglio 1942 all'aprile 1943; i quattro Bauwerke divennero i crematori II e III, entrambi con due camere a gas sotterranee e cinque fornaci, entrati in attività nel marzo e giugno 1943; il crematorio IV, con una camera a gas in superficie, doppia fornace e otto crogiuoli, attivato per primo nel marzo 1943, e il crematorio V, con una camera a gas di superficie, doppia fornace e otto crogiuoli, attivo dall'aprile 1943. Queste strutture di annientamento permettevano di bruciare subito i cadaveri, che invece nei Bunker I e II dovevano essere sotterrati in fosse comuni con risultati deplorevoli. Nei crematori II e III l'acido cianidrico in cristalli (Zyklon B) veniva gettato nei sotterranei attraverso gli sfiatatoi, mentre nelle camere di superficie dei crematori IV e V i cristalli venivano immessi attraverso le mura laterali nelle stanze, dove passavano allo stato gassoso.

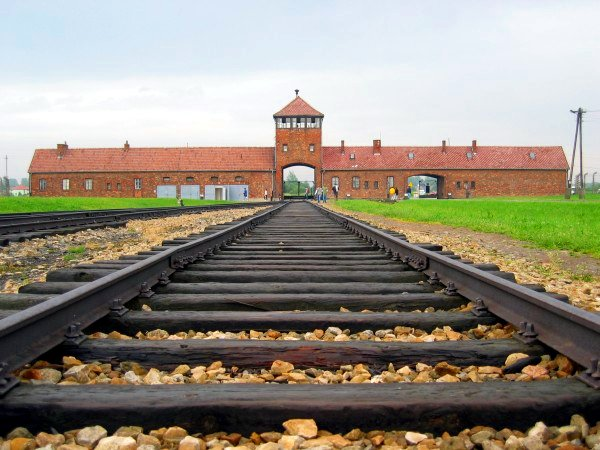
L'entrata del campo di sterminio di Birkenau (Auschwitz II)

Nella primavera del 1942 venne presa in considerazione l'esigenza di costruire una stazione ferroviaria a Birkenau; venne progettata una linea ferrovia che attraversasse l'edificio delle guardie all'entrata, connessa con la linea che giungeva alla stazione preesistente di Auschwitz. Questo scalo dipendeva dalla Reichsbahndirektion Oppeln dell'Alta Slesia, diretta prima da Wilhelm Pirath e poi da Hans Geitmann, subordinata a sua volta alla Generalbetriebsleitung Ost guidata da Ernst Emrich. I lavori per la nuova tratta ferroviaria proseguirono con molte difficoltà tecniche ed organizzative e furono completati solo nella primavera del 1944 quando la linea venne utilizzata per il trasporto degli ebrei ungheresi a Birkenau.
Rudolf Höss diresse l'ampliamento del centro di sterminio e condusse il programma di annientamento degli ebrei fino al novembre 1943, quando passò alla guida dell'Amt D-I (l'ufficio centrale della sezione della WVHA responsabile dei campi) e venne sostituito da Arthur Liebehenschel a cui successe nel luglio 1944, dopo un breve ritorno di Höss, Richard Baer. Il complesso quindi venne diviso in tre parti: il vecchio campo di Auschwitz (Auschwitz I, lo Stammlager, il campo originario), diretto prima dallo stesso Liebehenschel e poi da Baer; il centro di sterminio di Birkenau (Auschwitz II), guidato dallo Sturmbannführer Fritz Hartjenstein e poi dallo Hauptsturmführer Josef Kramer; il campo della IG Farben (Auschwitz III o Monowitz), sotto la direzione dello Hauptsturmführer Heinrich Schwarz. L'apparato delle guardie dei tre campi era guidato dallo Sturmbannführer Hartjenstein che disponeva di cinque compagnie Totenkopfsturmbann ad Auschwitz I, di quattro compagnie più una compagnia di guardie con cani (Hundelstaffel) a Birkenau, e di una compagnia rinforzata dalla polizia di fabbrica a Monowitz; in totale le guardie SS, reclutate anche tra tedeschi etnici e tra personale di seconda scelta, raggiunsero il numero massimo di 3 500 uomini nel dicembre 1943 a fronte di una popolazione media di detenuti di circa 70 000 persone.
Ad Auschwitz la macchina dell'annientamento raggiunse la sua massima efficienza. Rudolf Höss, non molto convinto dei metodi adottati da Christian Wirth con il monossido di carbonio nei campi della Aktion Reinhard (Bełżec, Sobibór e Treblinka), adottò invece lo Zyklon B che si rivelò molto più efficiente, manifestando il suo effetto letale in un tempo più breve (3-15 minuti); inoltre le camere a gas di Birkenau potevano contenere fino a 2 000 vittime per volta contro solo 200 a Treblinka; nell'ultimo periodo il centro di sterminio divenne in grado di sterminare fino a 6 000 persone al giorno.

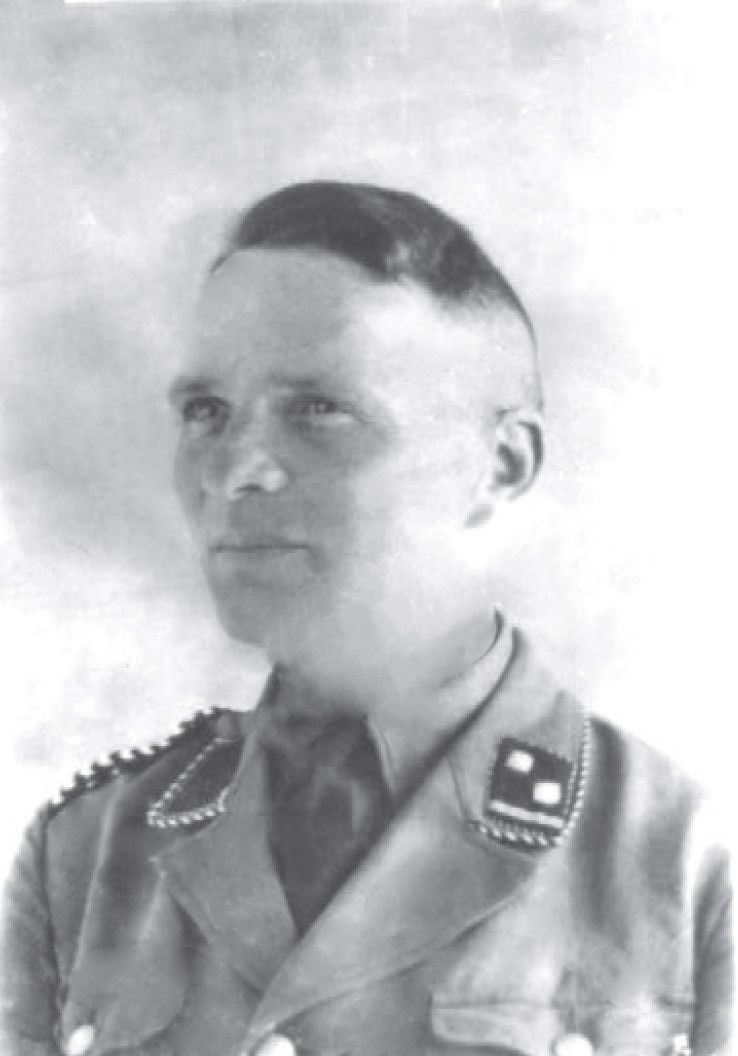
Rudolf Höss, comandante del campo di sterminio di Auschwitz

Lo Zyklon era un prodotto chimico utilizzato per la "lotta contro i parassiti" per disinfestazioni industriali, disinfezione di abiti e disinfestazioni da pidocchi, prodotto dalla Degesch (Deutsche Gesellschaft für Schädlingsbekämpfung mbH, "Società tedesca di lotta contro i parassiti"), un'azienda di proprietà della IG Farben (42,5% del pacchetto azionario), della Degussa (42,5%) e della Goldschmidt (15%). In realtà la Degesch si limitava alla distribuzione dello Zyklon che era invece prodotto concretamente dalla Dessauer Werke a Dessau e dalla Kaliwerke a Kolín (vicino a Praga), mentre lo stabilizzatore del composto chimico proveniva dalla IG Farben di Uerdingen. A loro volta due altre società si occupavano della vendita al dettaglio dello Zyklon: la Heli e la Tesch und Stabenow (Testa); era la Testa che assicurava le forniture alle strutture governative. La ripartizione dei quantitativi dello Zyklon era decisa da una sezione del ministero degli armamenti e della produzione di guerra di Albert Speer, la cosiddetta "Commissione di lavoro disinfezione e lotta contro le epidemie" che stabiliva l'assegnazione del prodotto chimico tra esportazioni, ditte private e forze armate; le forniture alla SS dipendevano dal "Deposito centrale d'Igiene delle SS", diretto dal capo dell'Igiene delle SS, Joachim Mrugowski.
Lo Zyklon era prodotto e venduto a varie concentrazioni in relazione al suo utilizzo, distinte da lettere dell'alfabeto; la formulazione "B", adoperata normalmente per la disinfezione dei vestiti, era quella impiegata ad Auschwitz. Le richieste dei quantitativi dello Zyklon B da parte del centro di sterminio partivano dal responsabile della disinfestazione, Obersturmführer Kurt Gerstein, e arrivavano all'ufficio di Mrugowski; l'ordinazione poi arrivava alla Testa, alla Degesch e alla Dessauer, da Dessau il prodotto veniva quindi inviato direttamente alla "Divisione di disinfestazione e disinfezione" di Auschwitz; le consegne venivano effettuate ogni sei settimane a causa dei problemi di deterioramento del prodotto e delle notevoli esigenze quantitative per le procedure di annientamento nelle camere a gas.

#### Meccanismo dell'annientamento nei campi di sterminio
(Affermazione di Odilo Globočnik, capo delle SS e della polizia del distretto di Lublino e responsabile della Aktion Reinhardt)
(Hermann Höfle, vice di Globočnik, dopo la morte per malattia dei suoi due bambini gemelli di pochi mesi nella primavera 1943)

##### Deportazioni nei centri di annientamento
Il 18 settembre 1941 Hitler prese la decisione di autorizzare l'inizio dell'evacuazione all'est degli ebrei tedeschi del Reich e del Protettorato; le deportazioni dei primi contingenti di circa 70 000 persone iniziarono il 14 ottobre ed in un primo momento gli ebrei furono trasferiti nel ghetto di Lodz e nei ghetti di Riga e Minsk. Mentre questi ultimi vennero immediatamente uccisi sul posto, in particolare nell'eccidio del Forte IX di Kaunas e nel massacro del bosco di Rumbula a Riga, i deportati nel ghetto di Lódź vennero a loro volta "evacuati" nel campo di sterminio di Chełmno dove vennero sterminati negli autocarri a gas a partire dal dicembre 1941, insieme ad oltre 100.000 ebrei provenienti dal Warthegau di cui venne attivata la deportazione nel marzo 1942.

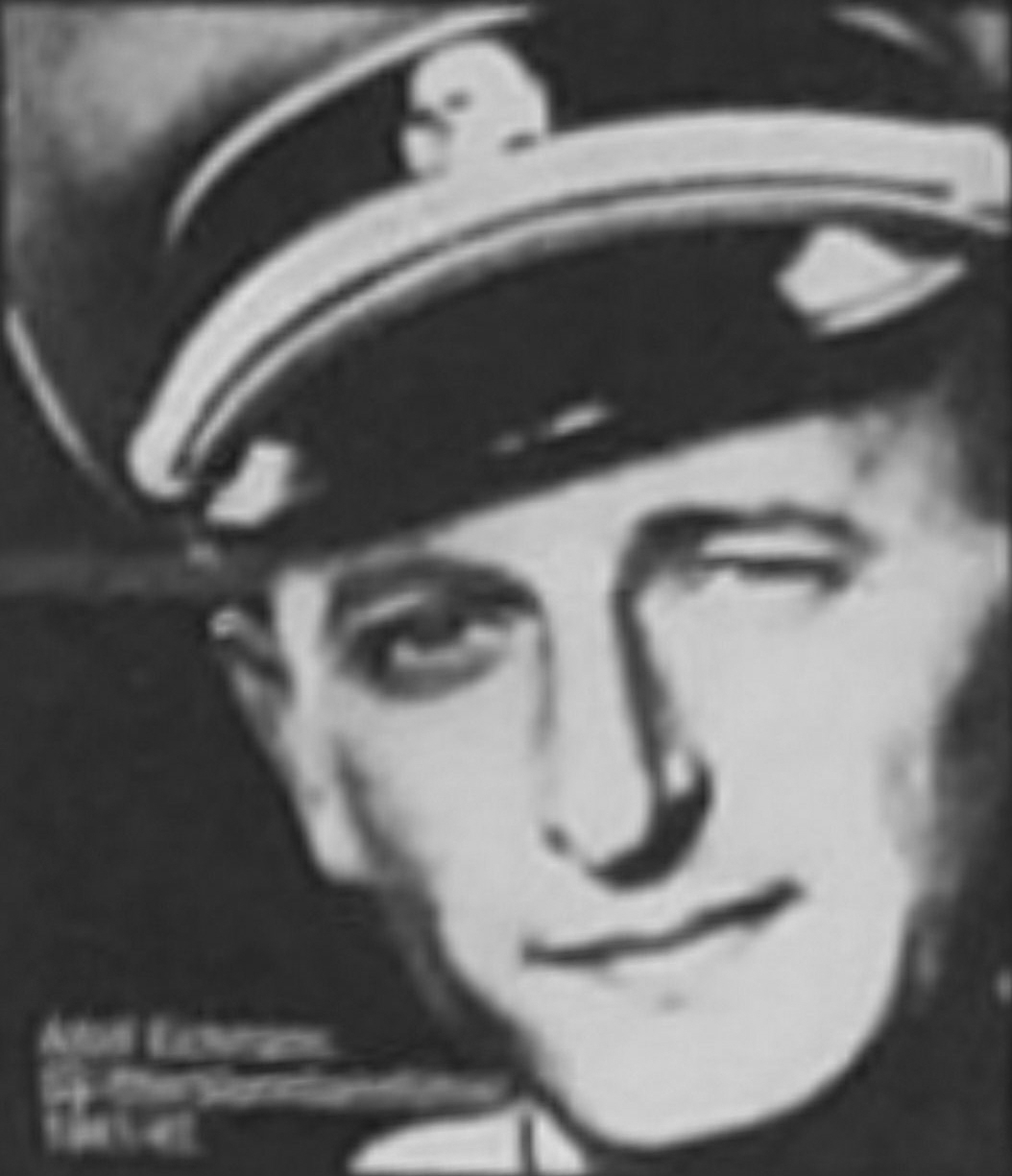
Adolf Eichmann, capo del dipartimento IVB4 del RSHA, il principale pianificatore e organizzatore della deportazione degli ebrei nei campi di sterminio

La deportazione degli ebrei del Governatorato nei centri di annientamento della Aktion Reinhard di Globočnik procedette sistematicamente dalla primavera 1942; dopo i primi trasferimenti dal ghetto di Lódź, da aprile iniziarono le "evacuazioni" dal distretto di Lublino, compresi ebrei tedeschi provenienti dal Reich, verso il campo di sterminio di Bełżec e, a maggio, verso il campo di sterminio di Sobibór.; anche gli ebrei del distretto di Leopoli e del distretto di Cracovia furono deportati ed annientati a Bełżec nello stesso periodo Il 23 luglio 1942 ebbe inizio l'evacuazione del ghetto di Varsavia e la deportazione degli ebrei che vi erano stati ammassati in gran numero; il capo del Consiglio ebraico del ghetto, Adam Czerniaków, preferì suicidarsi alla notizia delle decisioni delle autorità tedesche, i convogli dei deportati vennero diretti per lo sterminio in gran parte nel nuovo centro di annientamento di Treblinka, mentre un piccolo numero venne ucciso a Majdanek da settembre 1942. Treblinka divenne nell'estate 1942 il campo principale del massacro degli ebrei del Governatorato provenienti, oltre che da Varsavia, dai distretti di Radom, di Białystok e in parte di Lublino, mentre i restanti ebrei dei territori incorporati del Warthegau, della Prussia orientale, dell'Alta Slesia e dei ghetti minori vennero trasportati ad Auschwitz che iniziò la sua attività.

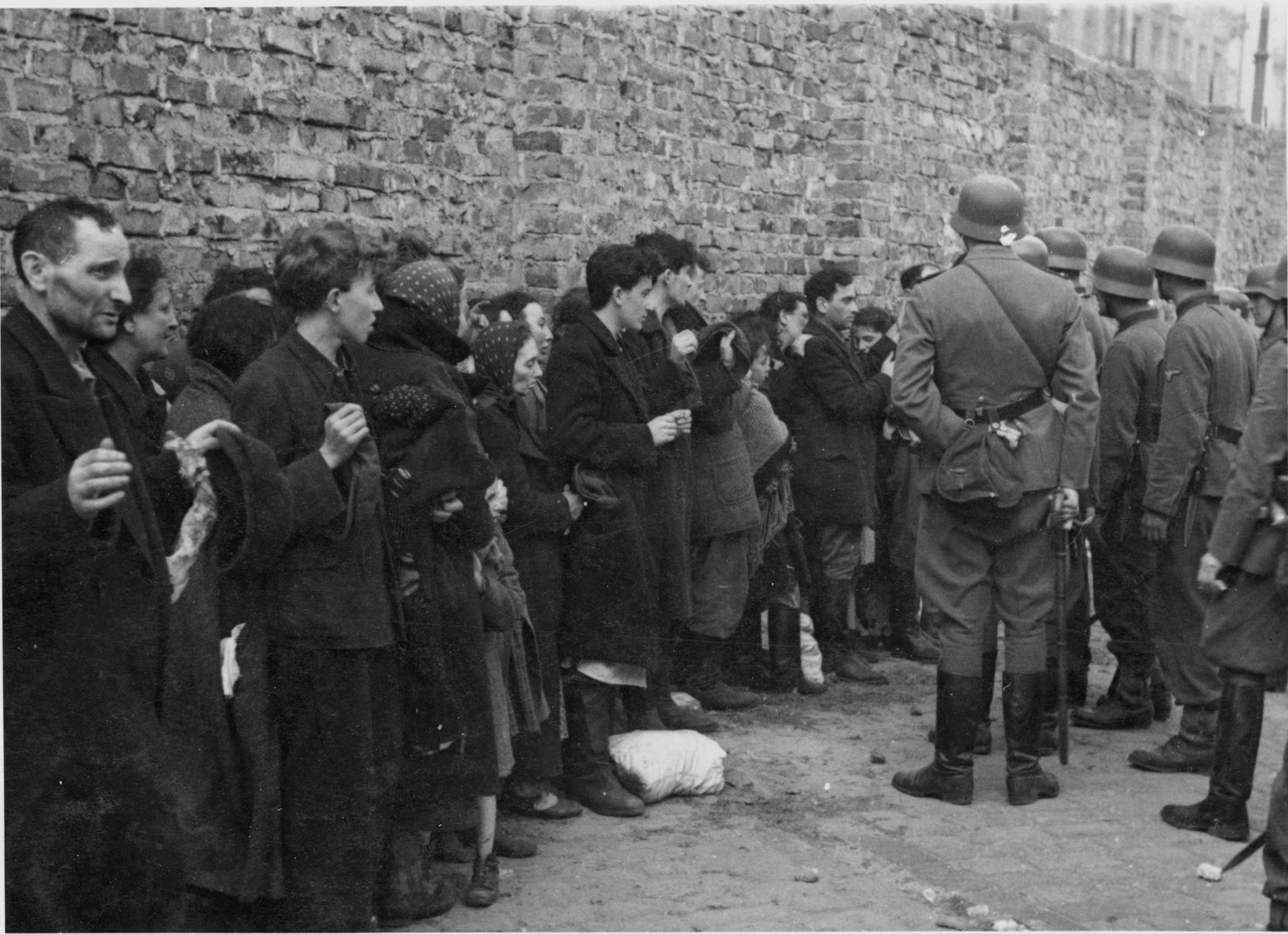
Großaktion Warschau, inizia il rastrellamento e la deportazione degli ebrei di Varsavia

Il 26 marzo 1942 iniziarono le deportazioni degli ebrei della Slovacchia che in gran parte vennero sterminati a Sobibór, mentre una parte venne trasferita ad Auschwitz e Majdanek; nello stesso periodo venne attivato il programma di "soluzione finale" anche nei paesi dell'Europa occidentale e settentrionale che avrebbe condotta alla deportazione sincronizzata nell'estate 1942 degli ebrei dalla Francia, Paesi Bassi, Belgio e Norvegia. Elemento propulsivo ed organizzativo decisivo in queste complesse operazioni di "evacuazione all'est" fu Adolf Eichmann ed il suo gruppo di collaboratori della Sezione IVB4 del RSHA. Eichmann, Rolf Günther, Theodor Dannecker, Alois Brunner, Dieter Wisliceny, Friedrich Bosshammer, diedero prova di fanatica determinazione per raggiungere l'obiettivo di individuare, rastrellare e deportare nei campi di sterminio tutti gli ebrei presenti nella sfera di dominio del Terzo Reich. Lo stesso Eichmann in precedenza aveva visionato i centri di sterminio in costruzione per verificarne le capacità tecniche di annientamento.
Sotto la pressione degli "esperti" di Eichmann, le deportazioni dalla Francia iniziarono il 4 giugno 1942 in direzione dei campi di Sobibór, Majdanek e Auschwitz; gli ebrei del Belgio, concentrati preventivamente nel campo di Malines, partirono per Auschwitz in agosto, mentre già in luglio avevano avuto inizio i trasporti degli ebrei olandesi dal campo di concentramento di Westerbork in direzione dei centri di sterminio di Auschwitz e Sobibór; il 25 ottobre iniziarono le deportazioni ad Auschwitz degli ebrei dalla Norvegia. Nei primi mesi del 1943 le operazioni di annientamento delle popolazioni ebraiche dei territori orientali vennero quasi totalmente completate nei campi della Aktion Reinhard (Bełżec, Sobibór e Treblinka) che quindi cessarono progressivamente la loro attività, mentre assunse un ruolo centrale il campo, grandemente potenziato e perfezionato tecnicamente, di Auschwitz-Birkenau dove vennero diretti per lo sterminio le comunità superstiti.
A partire dal 15 marzo 1943 vennero quindi deportati ad Auschwitz gli ebrei di Salonicco, cui seguirono le deportazioni nel campo dell'Alta Slesia dalla Macedonia, dalla Tracia, dalla Croazia; il 16 ottobre 1943, dopo il crollo dell'Italia, l'occupazione tedesca e la costituzione della RSI, iniziarono le deportazioni dalla penisola verso Auschwitz, mentre Bulgaria e Romania riuscirono a bloccare i programmi di "evacuazione all'est" dei loro ebrei.
Nella primavera 1944 invece, dopo l'occupazione tedesca dell'Ungheria, Eichmann e i suoi uomini, Wisliceny, Novak e Hunsche, riuscirono ad organizzare con grande rapidità e fanatica efficienza la concentrazione e la deportazione della numerosa comunità ebraica; da aprile a luglio oltre 430 000 ebrei ungheresi vennero "evacuati" ad Auschwitz-Birkenau ed immediatamente sterminati. Il campo di sterminio di Birkenau fu sottoposto a grande pressione per il suo compito di annientamento, fino a 10 000 vittime furono gasate al giorno; nonostante la capacità teorica dei forni crematori di bruciare 44.000 cadaveri quotidianamente, le squadre di Sonderkommando dovettero essere potenziate e i corpi vennero anche in parte bruciati in enormi fosse comuni all'aperto.

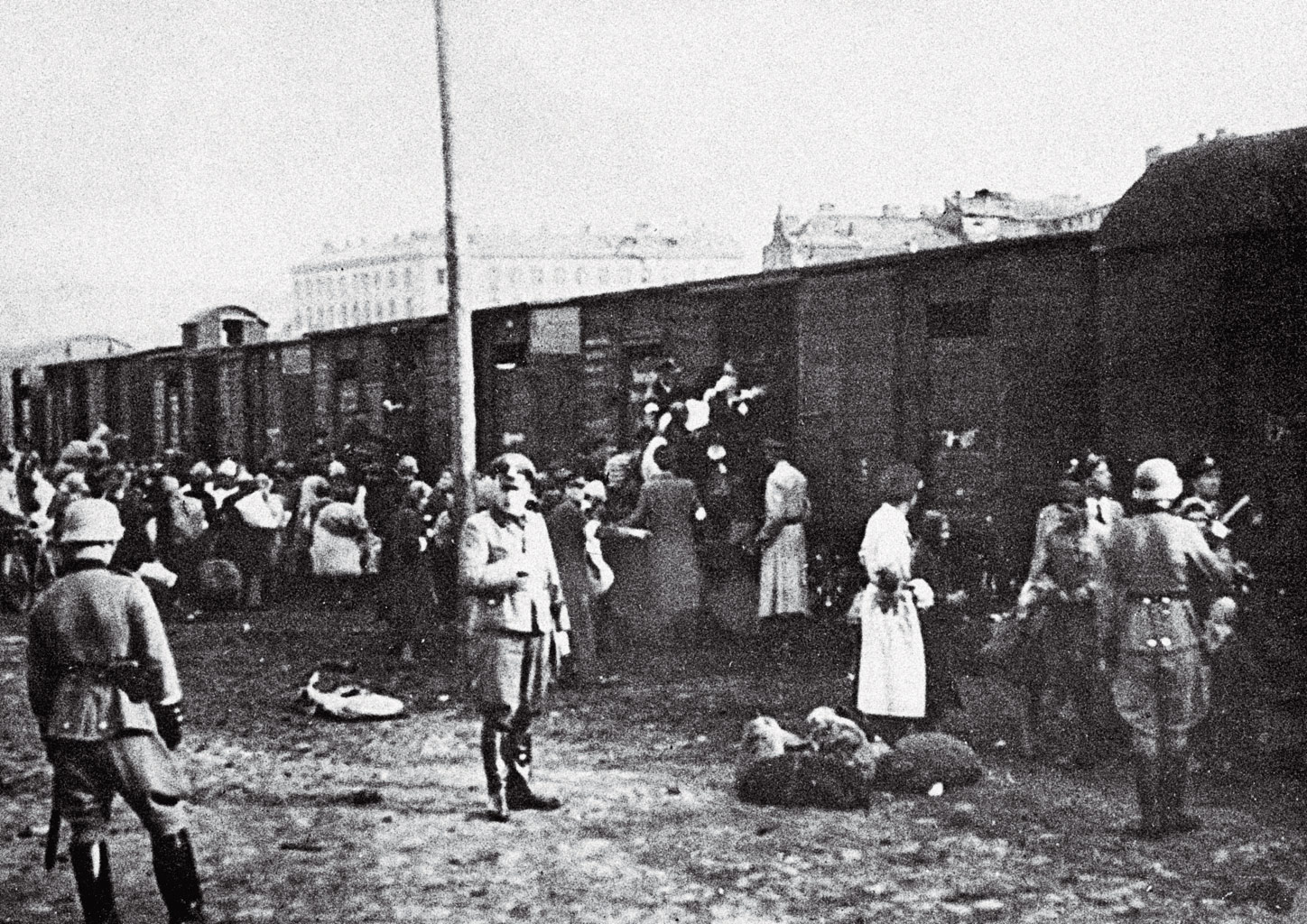
Caricamento di un convoglio di deportati ebrei destinato ai centri di sterminio

Elemento fondamentale del programma di deportazione verso i centri di annientamento era il meccanismo del trasporto ferroviario affidato alla Reichsbahn, la grande ed efficiente struttura delle ferrovie tedesche diretta da Albert Ganzenmüller; gli ebrei venivano trasportati su carri bestiame considerati "treni viaggiatori speciali" (Sonderzüge), e la richiesta dei mezzi per la deportazione partiva dall'ufficio di Eichmann IVB4 a cura del capo della sezione Trasporti, Franz Novak. La Divisione operativa della Reichsbahn, dopo aver ricevuto la richiesta dall'IVB4, organizzava il trasporto ed inviava le direttive al Generalbetriebsleitung Ost (la direzione generale ferroviaria dell'est, diretta da Ernst Emrich) che tramite un Sonderzuggruppe, pianificava l'assegnazione dei vagoni, gli orari, gli ordini di percorso e le date di partenza e arrivo. Questo piano di base veniva poi comunicato alle Reichsbahndirektion territoriali che si occupavano delle decisioni di dettaglio dei convogli.
Nell'Europa nazista la Reichsbahn controllava direttamente, con direzioni distaccate, le linee ferroviarie nel Governatorato, nei territori occupati dell'est, in Francia, Belgio, Paesi Bassi, mentre esistevano plenipotenziari della Reichsbahn nelle reti ferroviarie autonome dei paesi satelliti (Ungheria, Romania, Bulgaria, Slovacchia) e del Protettorato. Invece in Norvegia, Croazia, Serbia, Grecia e in Italia i trasporti ferroviari dipendevano dalle direzioni dei trasporti militari della Wehrmacht. Di grande importanza era la funzione della Generaldirektion der Ostbahn (Gedob), diretta da Adolf Gerteis, che controllava, gerarchicamente dipendente dalla Generalbetriebsleitung Ost, la rete ferroviaria del Governatorato; era la Gedob che organizzava i trasporti verso i campi di sterminio dell'Aktion Reinhard; la Reichsbahndirektion Oppeln dell'Alta Slesia era invece responsabile di tutti i treni per Auschwitz.

##### Organizzazione del campo di sterminio

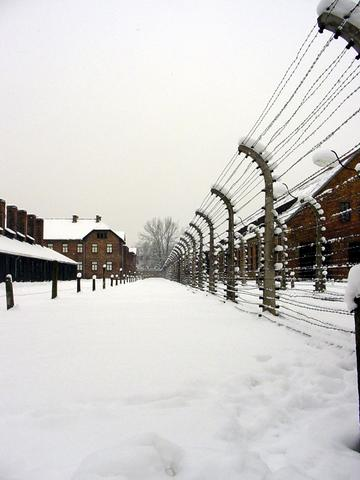
Auschwitz, il più importante campo di sterminio nazista

Nei campi di sterminio erano presenti detenuti impiegati per le costruzioni e per la manutenzione del campo o utilizzati come manodopera forzata nelle fabbriche; inoltre una parte dei deportati poteva essere temporaneamente risparmiata per problemi tecnici o di sovraccarico nel meccanismo di distruzione; in quest'ultimo caso la morte era solo rinviata in attesa della disponibilità delle camere a gas. Nei campi della Aktion Reinhard (Bełżec, Sobibór e Treblinka), attivi esclusivamente nello sterminio, i detenuti impiegati in gruppi di lavoro e per la manutenzione non furono mai numerosi, mentre molto più cospicua era la popolazione dei deportati presenti nei due campi del WVHA di Majdanek e Auschwitz-Birkenau. La popolazione detenuta di questi centri variava numericamente di continuo, in relazione all'arrivo di nuovi convogli di deportati, alla periodiche azioni delle SS di "riduzione" del numero dei detenuti con l'invio dei "superflui" e degli inabili nelle camere a gas, e alle miserabili condizioni di vita all'interno del campo, dove denutrizione e malattie provocavano ulteriori decessi.

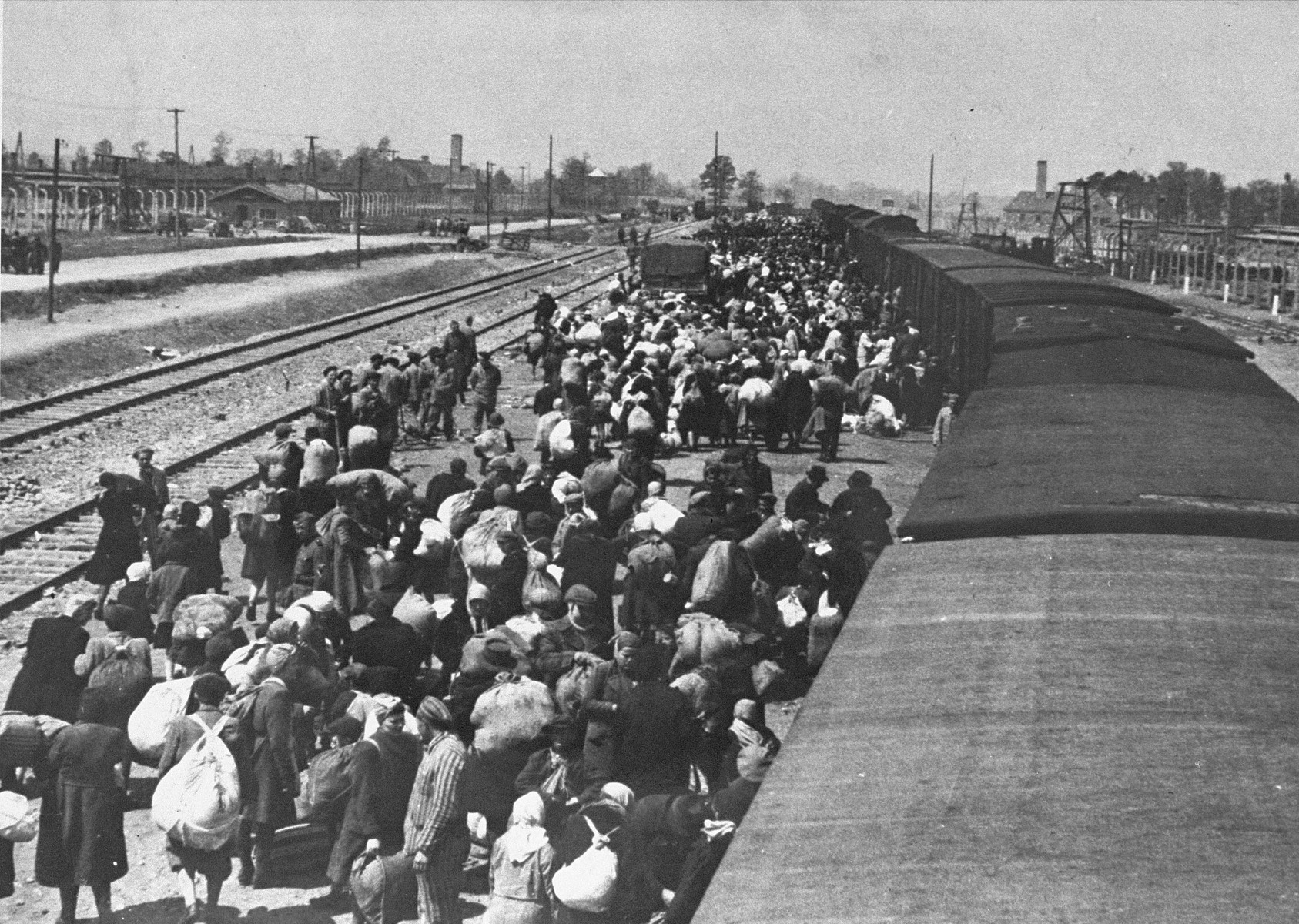
Ebrei provenienti dai Carpazi arrivano ad Auschwitz. Visibili sullo sfondo le ciminiere dei crematori II e III del campo di concentramento di Auschwitz

Le condizioni di vita dei detenuti all'interno dei campi di sterminio erano deplorevoli: gli alloggi consistevano in baracche primitive, prive di ogni struttura igienica con latrine costituite da recipienti da svuotare, costruite con materiali scadenti, estremamente sovraffollate; i detenuti dormivano ammucchiati in gran numero su tavole di legno (Pritschen) senza coperte o cuscini. Fino all'inizio del 1943 ai prigionieri venne distribuita una divisa a strisce, ma dopo quella data le forniture cessarono e le vittime, tranne quando impiegati nei campi di lavoro, rimasero con abiti normali in condizioni miserevoli, identificati con la stella di Davide, mentre un numero di registrazione venne tatuato sull'avambraccio. La mancanza di cibo adeguato e le conseguenti malattie provocarono un ulteriore peggioramento delle condizioni di vita dei prigionieri e moltiplicarono i decessi; i medici SS inviavano direttamente alle camere a gas i detenuti in cattive condizioni di salute.
L'apparato delle SS organizzò un complesso sistema per mantenere il controllo dei detenuti ed impedire la formazione di movimenti collettivi di resistenza interna ai campi; oltre all'impiego di spie e delatori reclutati tra i detenuti, le strutture amministrative e repressive organizzarono una gerarchia all'interno per disgregare la coesione; esisteva una gerarchia razziale che privilegiava i prigionieri tedeschi rispetto agli slavi e soprattutto agli ebrei, ed esisteva una gerarchia burocratica. Nelle baracche i detenuti responsabili nei confronti delle autorità SS erano suddivisi in Lagerlältester (anziano del campo), Blockältester (anziano del blocco) e Stubendienst (responsabile della baracca), mentre nei gruppi di lavoro esisteva un'altra suddivisione gerarchica: Oberkapo, Kapo e Vorarbeiter; nei campi del WVHA i livelli più elevati della gerarchia dei prigionieri erano assegnati ai detenuti tedeschi. Questa gerarchizzazione, accompagnata dai relativi privilegi, favoriva la disgregazione interna e la conflittualità tra i detenuti. Inoltre l'apparato repressivo disponeva lunghi ed estenuanti appelli quotidiani per verificare tutte le presenze e attuava spietate rappresaglie in caso di infrazioni con impiccagioni pubbliche.
Dal febbraio 1943 Himmler, temendo anche bombardamenti aerei alleati sui campi che avrebbero potuto favorire evasioni in massa, potenziò le strutture di controllo: ordinò la suddivisione dei campi in blocchi autonomi separati da recinzioni, la costruzione di alte mura esterne con filo spinato dai due lati e cani da guardia nel percorso interno; inoltre il percorso esterno venne minato, cani feroci (Zereissen) stazionavano intorno al campo, riflettori vennero montati sui pali delle recinzioni e il filo venne elettrificato. Alla metà del 1944 il capo della WVHA, Oswald Pohl, preoccupato per la massa dei detenuti destinati allo sterminio rispetto all'esiguità numerica delle guardie dei Totenkopfsturmbann e degli ausiliari ucraini o baltici, predispose un piano di emergenza in caso di tentativo di rivolta ed evasione da Auschwitz: oltre alle 3.000 guardie disponibili, i piani prevedevano l'intervento di una compagnia di emergenza della Ordnungspolizei dipendente dal capo di SS e Polizia del distretto, Obergruppenführer Ernst Heinrich Schmauser, la collaborazione della Wehrmacht con una linea di difesa esterna e del personale a terra della Luftwaffe che avrebbe reso disponibili 1 000 uomini. Inoltre la sezione della Kriminalpolizei di Katowice avrebbe eventualmente organizzato un vasto rastrellamento (Grossfahndung) per catturare i fuggiaschi.
Le strutture preposte al meccanismo di distruzione degli ebrei nei campi di sterminio prescrivevano procedure e regole dettagliate e precise per il comportamento e la condotta del personale dei centri; la somministrazione della violenza ritenuta necessaria per adempiere i compiti di annientamento richiesti doveva essere controllata, seguire modalità prestabilite, rimanere impersonale, freddamente tecnica e limitare le iniziative individuali per non compromettere l'efficienza del meccanismo. Nonostante l'attenzione posta dalle istanze superiori a questi aspetti dell'organizzazione dei centri, si manifestarono inevitabilmente eccessi sotto forma di sadismo da parte delle guardie, torture, aberrazioni sessuali, abusi incontrollati. Un altro elemento di disturbo e di disorganizzazione per l'amministrazione dei centri era la corruzione della gerarchia, di cui si occupò dal 1941 la sezione RSHA-V (Kriminalpolizei) diretta da Arthur Nebe e un tribunale delle SS e della Polizia. Himmler era molto rigoroso sul problema della corruzione e quindi non poteva tollerare "errori" come appropriazione illegale di beni, l'arricchimento, il disordine sessuale. Dopo un'inchiesta del tribunale XXII delle SS e Polizia di Kassel (trasformato in "tribunale speciale") venne incriminato e destituito il 20 agosto 1942 il comandante del campo di Lublino Karl-Otto Koch; dopo un clamoroso scandalo sarebbe stato giudicato, condannato a morte e giustiziato. Anche Rudolf Höss ed il campo di Auschwitz furono oggetto di un'investigazione della commissione speciale di Kassel, ma alla fine, grazie anche alla protezione del capo della WVHA, Oswald Pohl, il comandante uscì indenne dall'inchiesta.

#### La macchina della morte

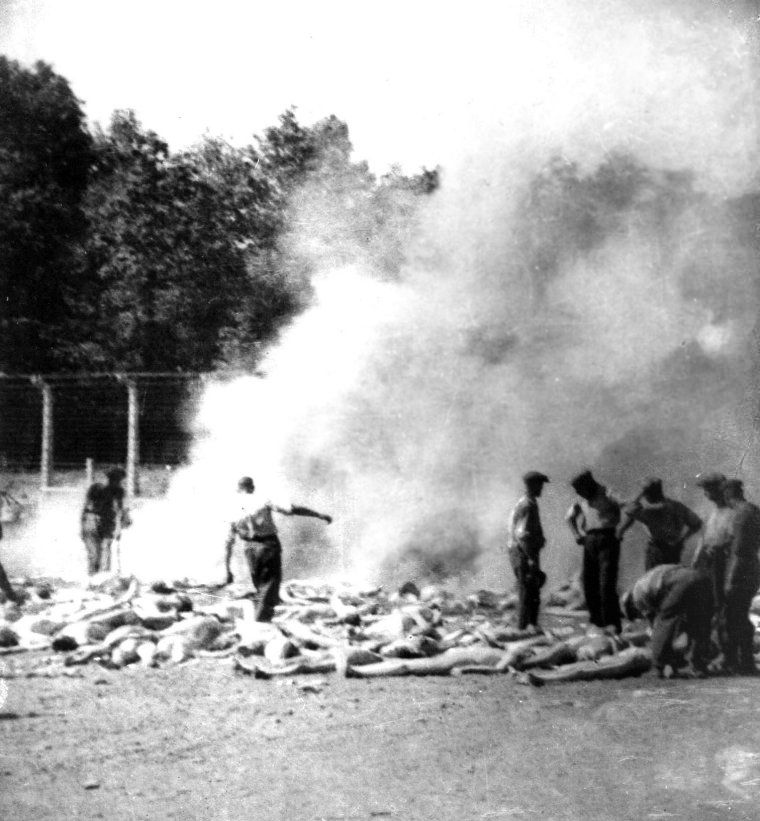
Sonderkommando ebrei bruciano i cadaveri all'aperto. Questa procedura veniva applicata in caso di sovraccarico dei crematori

Le operazioni di annientamento delle vittime, uomini, vecchi, donne e bambini, erano l'elemento costitutivo dei centri di sterminio ed erano accuratamente pianificate ed organizzate dall'amministrazione e dal personale, secondo procedure dettagliate dirette a velocizzare il meccanismo, massimizzandone l'efficienza omicida, a schiacciare con la violenza ogni opposizione, a mantenere il più possibile la calma e la disciplina tra i deportati con il rigore dell'autorità e con artifizi e inganni rassicuranti. Il meccanismo, nonostante errori e incidenti, venne perfezionato e per la sua capacità di distruzione e impersonalità industriale divenne noto tra le SS come am laufenden Band, "il nastro trasportatore".
All'arrivo del convoglio dei deportati destinati allo sterminio il personale del campo era già in attesa e preparato ad eseguire con precisione e rapidità le procedure stabilite, viceversa i deportati erano sconvolti e disorientati; molti non comprendevano il significato degli eventi o rifiutavano di credere ai segnali di pericolo, altri erano rassegnati alla morte. Il personale tedesco sfruttava questi vantaggi per procedere con rapidità nell'esecuzione del meccanismo, cercando di mantenere le vittime nell'illusione. I vagoni dei treni entravano direttamente all'interno delle recinzioni e venivano scaricati a gruppi; a Chełmno i deportati arrivavano nel campo di sterminio su autocarri dopo essere stati scaricati nella stazione di Koło, mentre ad Auschwitz inizialmente i deportati scendevano a Birkenau e dovevano percorrere un lungo tragitto a piedi, mentre più tardi venne costruito un binario morto a poca distanza dalle camere a gas. Per trarre in inganno gli ebrei provenienti dai paesi occidentali i tedeschi avevano studiato una serie di artifizi: a Bełżec i deportati erano accolti dalla musica di una orchestra di prigionieri ebrei del campo; a Treblinka venne creata una stazione ferroviaria fittizia con un orologio con lancette dipinte; a Sobibór altri detenuti ebrei aiutavano i nuovi arrivati nel trasporto dei bagagli e consegnavano scontrini per il ritiro, venivano distribuite cartoline per scrivere ai familiari lontani. Queste procedure non erano applicate nel caso di ebrei provenienti dai miserabili ghetti dell'est che invece erano immediatamente trattati con brutalità e violenza per paralizzare, secondo le precise direttive di Christian Wirth, ogni tipo di reazione.
Direttamente sulle banchine gli uomini delle SS procedevano a una prima spietata selezione; nei campi della Aktion Reinhard (Bełżec, Sobibór e Treblinka) solo un piccolo numero di deportati veniva scelto per il lavoro (i cosiddetti "rinati"), mentre i più vecchi, gli invalidi, gli infermi e i bambini venivano separati dagli altri e trasferiti subito in altro luogo per l'eliminazione immediata. A Bełżec venivano fucilati vicino a una fossa comune; a Treblinka erano trasferiti vicino all'infermeria (Lazarett) e il sergente SS August Miete, l'"angelo della morte", guidava le esecuzioni effettuate con un colpo di pistola alla nuca; i cadaveri cadevano in una fossa dove venivano bruciati. Ad Auschwitz-Birkenau invece vecchi e malati venivano subito trasportati in autocarro alle camere a gas, mentre i medici SS, Josef Mengele, Heinz Thilo, Fritz Klein e Hans Wilhelm König, effettuavano sulla banchina una sommaria valutazione delle condizioni fisiche e quindi delle capacità lavorative di tutti i deportati e decidevano sul momento il loro destino con una semplice indicazione: a destra quelli destinati al lavoro coatto e quindi provvisoriamente risparmiati, a sinistra quelli inviati subito allo sterminio. Nel campo di Auschwitz le selezioni continuavano ogni giorno tra i prigionieri adibiti al lavoro coatto: durante lo snervante appello mattutino, all'ospedale, o anche dopo ispezioni ai singoli blocchi, gli uomini delle SS procedevano a scegliere per la gasazione i detenuti in cattive condizioni di salute, deboli, non più idonei al lavoro o riottosi, che venivano brutalmente caricati su autocarri e inviati alla camere di distruzione.

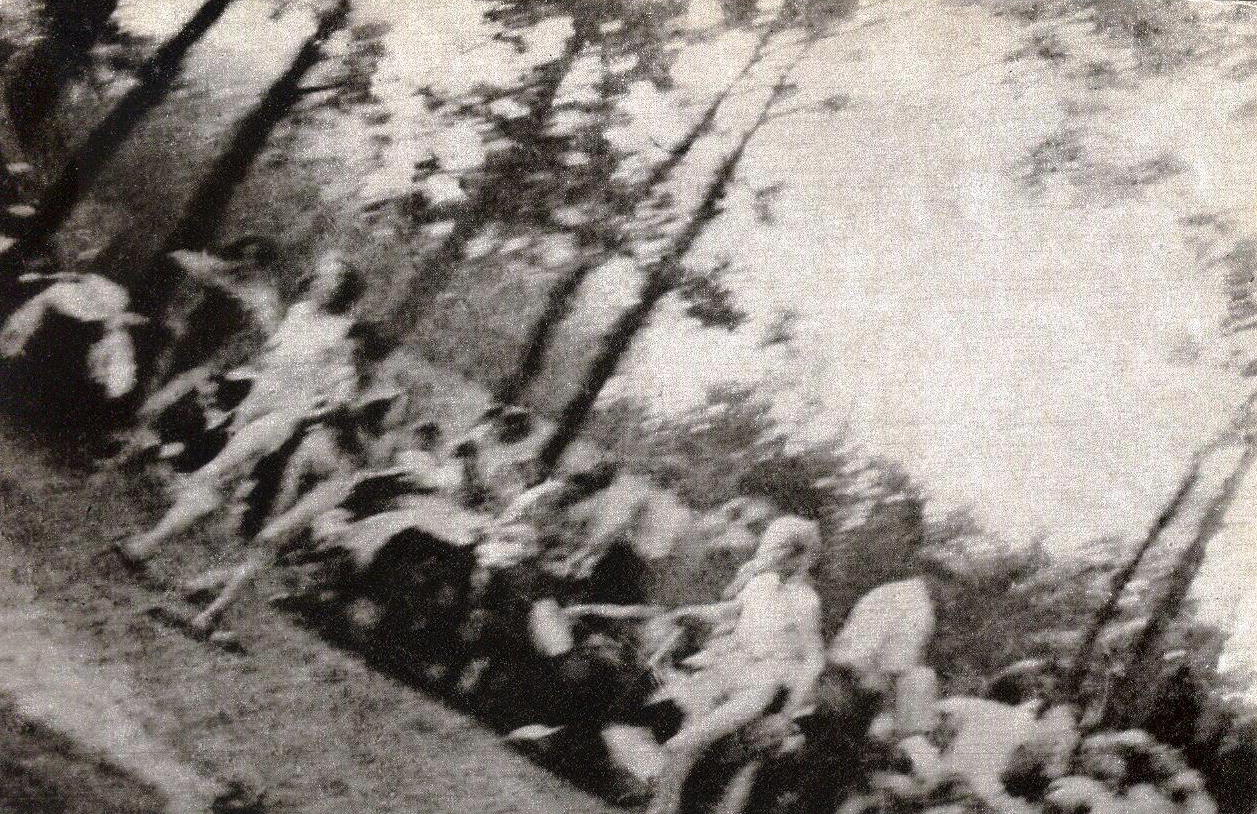
Deportati ebrei vengono condotti nudi verso le camere a gas di Auschwitz

La fase successiva della "catena" era il discorso di benvenuto congegnato per prolungare le illusioni e tranquillizzare le vittime; a Bełżec, nei primi tempi, lo stesso Wirth pronunciava il discorso, mentre successivamente il ruolo venne assunto da uomini delle SS preparati a pronunciare parole rassicuranti; a Sobibór in genere parlava il sergente Hermann Michel, che, vestito di bianco per sembrare un medico, era soprannominato "il Predicatore" per la sua abilità di inganno. Ad Auschwitz, dopo la fase iniziale, caratterizzata da violenza e disordine, dal 1943 i discorsi ingannevoli furono tenuti dagli ufficiali SS Hans Aumeier, Maximilian Grabner o Franz Hössler.
A questo punto gli uomini e le donne venivano separati e condotti in baracche per svestirsi prima delle "docce"; si cercava ancora di mantenere l'inganno esortando le vittime a disporre ordinatamente gli abiti e a raccogliere in appositi contenitori effetti personali, denaro, gioielli, orologi, anelli. Nei campi della Aktion Reinhard le deportate e i ragazzi venivano rasati completamente con il pretesto di prevenire infestazioni di parassiti, mentre sembra che ad Auschwitz i capelli non venissero tagliati, ma fossero prelevati sui cadaveri dopo le gasazioni. La procedura veniva quindi velocizzata al massimo nell'ultima fase per paralizzare le vittime che potevano prendere finalmente coscienza della situazione; gli ebrei, completamente nudi, venivano incanalati con violenza nel "cunicolo", lo stretto percorso che conduceva alle camere a gas, in file di cinque con gli uomini davanti, preceduti da una SS e le donne dietro, seguite da guardie ucraine con fruste, bastoni e baionette. Le vittime erano costrette a percorrere di corsa con le mani in alto la cosiddetta "strada per il Paradiso" fino all'edificio della camera a gas, identificato con il cartello "locale doccia e inalazioni" dove, ormai in preda al terrore, alla disperazione o a rassegnato fatalismo, dovevano attendere il loro turno di entrata nella sala di annientamento.
Gli ebrei venivano ammassati brutalmente all'interno della camera a gas, stipati al massimo, quindi le porte venivano ermeticamente chiuse; le vittime si accorgevano delle finte docce, alcuni urlavano o piangevano, altri pregavano. Dopo lo spegnimento di tutte le luci, nei campi della Aktion Reinhard l'addetto all'accensione del motore dava il via, su preciso ordine, alla gasazione; a Treblinka il compito spettava a una guardia ucraina, mentre a Bełżec al sergente Lorenz Hackenholt. L'operazione di sterminio poteva essere piuttosto lenta e durare anche trenta o quaranta minuti, mentre ad Auschwitz la procedura era più efficiente. Dopo lo spegnimento delle luci all'interno della camera a gas, arrivava un autocarro con le insegne della Croce Rossa che trasportava lo Zyklon B; SS equipaggiati con maschere antigas (i "disinfestatori") aprivano i contenitori del gas e, dopo l'ordine dell'addetto, sergente maggiore Otto Moll, versavano i cristalli. Lo Zyklon B veniva immesso, nel quantitativo letale di un milligrammo per ogni chilo di peso, attraverso botole nascoste in strutture di cemento a fungo presenti nella terrazza erbosa che copriva il soffitto dell'edificio; i cristalli scendevano all'interno di pilastri perforati lateralmente che arrivavano fino alle pareti delle stanze. A contatto con l'aria i cristalli si trasformavano in gas che fuoriusciva dai fori dei pilastri e invadeva la stanza; la gasazione durava tra i cinque e i quindici minuti ed era accuratamente controllata dall'Untersturmführer Grabner, mentre all'interno tra urla, terrore e impossibili tentativi di sfuggire al gas, si consumava l'annientamento delle vittime.

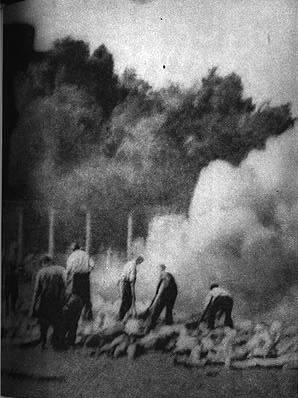
Altra immagine della cremazione all'aperto di cadaveri da parte di Sonderkommando ebrei

Dopo aver verificato il completamento della gasazione, veniva immessa aria nei locali; dopo circa trenta minuti veniva aperta la porta e i Sonderkommando ebraici, le squadre reclutate tra i prigionieri ebrei addette alle procedure più macabre e terribili dell'annientamento, entravano nella camera a gas muniti di maschere e iniziavano a trascinare fuori i cadaveri ammassati davanti alla porta. I corpi delle vittime erano accatastati al centro della stanza o ammucchiati contro la porta, mentre rimaneva uno spazio vuoto in corrispondenza dei punti di uscita del gas, da dove le persone si erano allontanate nel disperato tentativo di evitare la morte. I Sonderkommando usavano getti d'acqua per eliminare i residui di gas e per ripulire i corpi, quindi separavano i cadaveri ammassati, li trasportavano fuori e ispezionavano gli orifizi alla ricerca di eventuali oggetti preziosi nascosti; venivano strappati i denti d'oro, mentre ad Auschwitz i capelli delle donne venivano tagliati in questa fase.
L'ultima parte del processo di annientamento nei campi di sterminio era quella dell'eliminazione dei cadaveri, che seguiva tecniche diverse nei vari centri. Nei campi della Aktion Reinhard i Sonderkommando trasportavano a mano i cadaveri fino a grandi fosse, dove venivano sommariamente sepolti; la procedura era insoddisfacente. A Treblinka, a causa della quantità elevatissima di vittime, i cadaveri erano ammassati sommariamente in ogni posto disponibile; a Sobibór e Bełżec i corpi sepolti, rigonfiati dal caldo e dal processo di putrefazione, aprivano il terreno, odori nauseabondi si diffondevano nell'aria, con rischio di epidemie per contaminazione delle acque; anche ad Auschwitz inizialmente si adottò la sepoltura dei cadaveri, che causò gli stessi problemi. A partire dall'estate 1942 le procedure cambiarono: Himmler, preoccupato di eliminare le tracce dello sterminio in atto, incaricò Paul Blobel, in precedenza comandante di un Einsatzkommando all'est, di studiare e mettere in pratica nuovi metodi di distruzione dei cadaveri ed eliminare le ingombranti fosse comuni. Blobel, alla testa del cosiddetto Sonderkommando 1005, iniziò con il campo di sterminio di Chełmno, disseppellendo i cadaveri e adottando, dopo vari esperimenti tecnici, il metodo della cremazione dei corpi in grandi pire all'aperto, mentre le ossa venivano macinate con una speciale macchina tritaossa (Knochenmühle). Nei campi della Aktion Reinhard quindi si procedette alle riesumazioni in massa ed all'incenerimento dei corpi: a Bełżec la procedura, in grado di bruciare 2.000 cadaveri al giorno, rimase in funzione fino a marzo 1943; a Treblinka e Sobibór si utilizzarono escavatori per estrarre i corpi, i Sonderkommando procedevano quindi a trasportarli fino a grandi griglie fabbricate con vecchie rotaie dove potevano essere impilati fino a 3.000 corpi per volta. A Treblinka si bruciarono anche 7.000 cadaveri al giorno e l'odore della carne bruciata si diffondeva a chilometri di distanza.
Ad Auschwitz, con la costruzione dei nuovi impianti dotati di forni crematori di grande capacità, la procedura raggiunse la sua massima efficienza tecnica; subito dopo la gasazione e l'ispezione dei cadaveri, i Sonderkommando ebrei caricavano i corpi su montacarichi che salivano al piano superiore dell'edificio: qui erano i forni sempre accesi, alimentati a carbone e ossigeno, dotati di ventilatori elettrici per migliorare la combustione. I detenuti ebrei caricavano tre cadaveri per volta su barelle predisposte che poi spingevano all'interno del forno; in venti minuti i corpi erano bruciati completamente e le ceneri venivano poi scaricate nelle acque della Vistola o del Soła. Nonostante la capacità tecnica di queste procedure, nel periodo delle gasazioni in massa degli ebrei ungheresi nell'estate 1944 il campo di Auschwitz dovette organizzare grandi fosse all'aperto di 40 metri di lunghezza in cui bruciare velocemente una parte dei cadaveri.

#### Esperimenti medici e confische
I medici tedeschi, dopo aver ottenuto l'autorizzazione dai capi del Reich, diedero anche il via a una sperimentazione di massa su cavie umane, con l'intento di eseguire ricerche mediche. I risultati vennero recuperati alla fine della guerra con l'Operazione Paperclip dagli americani. Ad esempio, l'odierna conoscenza delle reazioni del corpo umano al congelamento si basa quasi esclusivamente su tali esperimenti. Essi venivano infatti condotti per capire a che temperatura, nell'acqua gelata, il corpo potesse resistere e tutte le tecniche di rianimazione associate all'ipotermia. Questi ultimi furono condotti per capire come salvare i piloti militari abbattuti nei mari freddi.
Le procedure di annientamento nei campi di sterminio prevedevano la sottrazione di tutti i beni e gli effetti personali dei deportati; il meccanismo prevedeva una complessa procedura amministrativo-burocratica differenziata nei vari campi. A Chełmno il Gauleiter del Wartheland, Arthur Greiser affidò l'organizzazione alla Gettoverwaltung di Lódź (direzione del ghetto) il cui dirigente, Hans Biebow costituì un deposito dei beni a Pabianice. Ad Auschwitz le fasi di raccolta, smistamento, inventario e deposito dipendevano dal capo amministrativo del campo, prima Wilhelm Max Burger, poi Karl Möckel, mentre i campi del Governatorato, Majdanek, Bełżec, Sobibór e Treblinka dipendevano direttamente da Globočnik, che organizzò una Zentralkartei (registro centrale) ed un deposito centrale a Lublino, dove furono raccolte tutte le confische della Aktion Reinhard.
La procedura era accuratamente organizzata in tutte le fasi; gruppi di ebrei raccoglievano i bagagli delle vittime sulla banchina ferroviaria, altre squadre recuperavano gli abiti e gli oggetti di valore lasciati nelle baracche prima della gasazione, i Sonderkommando tagliavano i capelli e toglievano i denti d'oro ai cadaveri. L'inventario dei beni sottratti ai deportati era molto rigoroso ed Himmler richiedeva grande precisione anche per evitare furti e corruzione tra il personale SS. Le confische dei beni delle vittime prevedevano modalità dettagliate per la loro distribuzione; in teoria tutto il bottino era di "proprietà del Reich" e veniva distribuito sotto la direzione del WVHA di Pohl ed in particolare dell'Amt A (amministrazione) diretto da August Frank. La ripartizione prevedeva che il denaro, i titoli mobiliari, metalli rari, oggetti preziosi, gioielli, perle, oro, denti, fossero inviati alla Reichsbank; i tessuti, vestiario, oggetti vari, biancheria, andavano assegnati al VOMI (Volksdeutsche Mittelstelle, l'organizzazione di aiuto dei tedeschi etnici), i capelli servivano per confezionare calzature di feltro per gli equipaggi degli U-Boot e per i dipendenti delle ferrovie tedesche. I prodotti più scadenti venivano assegnati ai detenuti dei campi di concentramento. La Reichsbank organizzò vasti depositi per raccogliere i beni preziosi raccolti nei centri di sterminio; i proventi dalla vendita di questi beni erano depositati in un conto speciale fittizio intestato a "Max Heiliger", mentre una parte servì a creare i "fondi Reinhardt" utilizzati dalle SS per finanziare le loro attività industriali.

#### Occultamento e chiusura dei centri di sterminio
L'apparato nazista della distruzione mise grande attenzione a mantenere il massimo segreto sulle micidiali strutture predisposte per lo sterminio degli ebrei d'Europa, in primo luogo le costruzioni e le procedure furono velocizzate al massimo per accelerare i tempi del massacro, inoltre venne studiato un linguaggio in codice per celare nella documentazione i cruenti fatti in corso. A questo scopo le deportazioni venivano indicate come "evacuazioni all'est" verso campi di lavoro; i centri di annientamento erano designati Arbeitslager o Konzentrationslager; Birkenau ufficialmente divenne prima il Kriegsgefangenenlager (campo di prigionieri di guerra) e poi il KZ Au II (campo di concentramento Auschwitz II). Nella terminologia degli esecutori le camere a gas sotterranee divennero Sonderkeller (cantine speciali), le camere a gas di superficie Badeanstalten für Sonderaktionen, bagni per azioni speciali; furono proibite fotografie dei campi, le uccisioni vennero sempre definite "trattamento speciale" (Sonderbehandlung) e le operazioni di sterminio divennero le "sistemazioni speciali" (gesondert untergebracht).

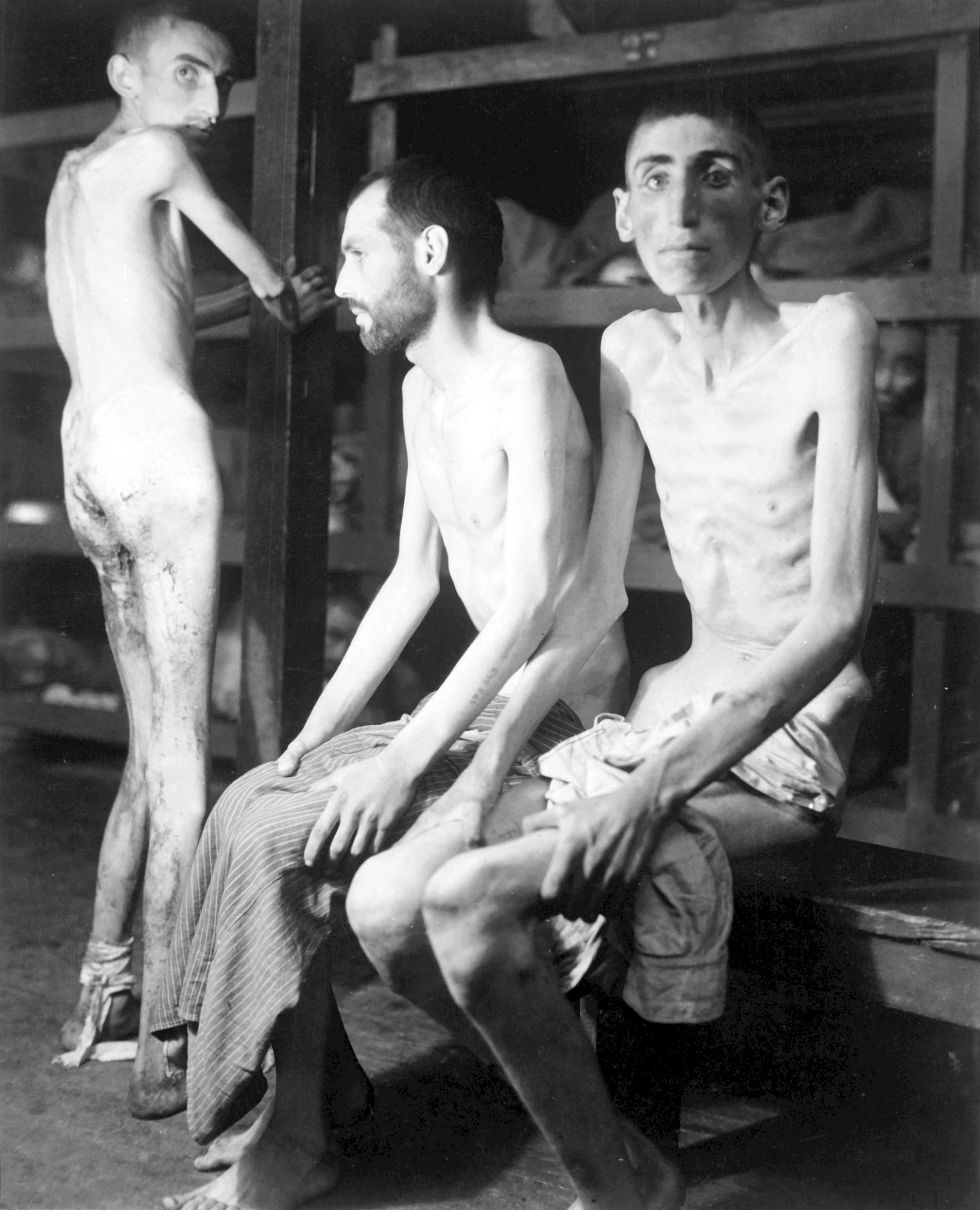
Detenuti in stato d'inedia, a Buchenwald nel 1945

Era inoltre richiesto il massimo riserbo al personale dei centri di sterminio, che doveva giurare di mantenere il segreto; fughe di notizie erano comunque inevitabili e voci si diffusero ampiamente riguardo all'esistenza e all'attività di questi centri misteriosi; lo stesso Obersturmführer Gerstein informò chiaramente un diplomatico svedese che a sua volta passò le notizie a Stoccolma, che però non le divulgò. I visitatori dei centri di sterminio, anche se di alto rango, erano tenuti lontani con pretesti dalle installazioni di annientamento ed anche Hans Frank non riuscì ad ottenere informazioni precise. I segni dello sterminio in corso erano però difficilmente occultabili completamente; tra gli abitanti nei villaggi vicini correvano notizie, i fumi delle ciminiere dei crematori di Auschwitz sempre accesi erano visibili a diciannove chilometri di distanza, odori nauseabondi si diffondevano nell'aria; circolavano racconti sul grasso dei cadaveri utilizzato dai tedeschi per la produzione seriale di sapone, poi rivelatisi falsi: casi di produzione di sapone con grasso umano sono effettivamente avvenuti, ma solo in casi isolati in via sperimentale e non venne mai realizzato su grande scala.

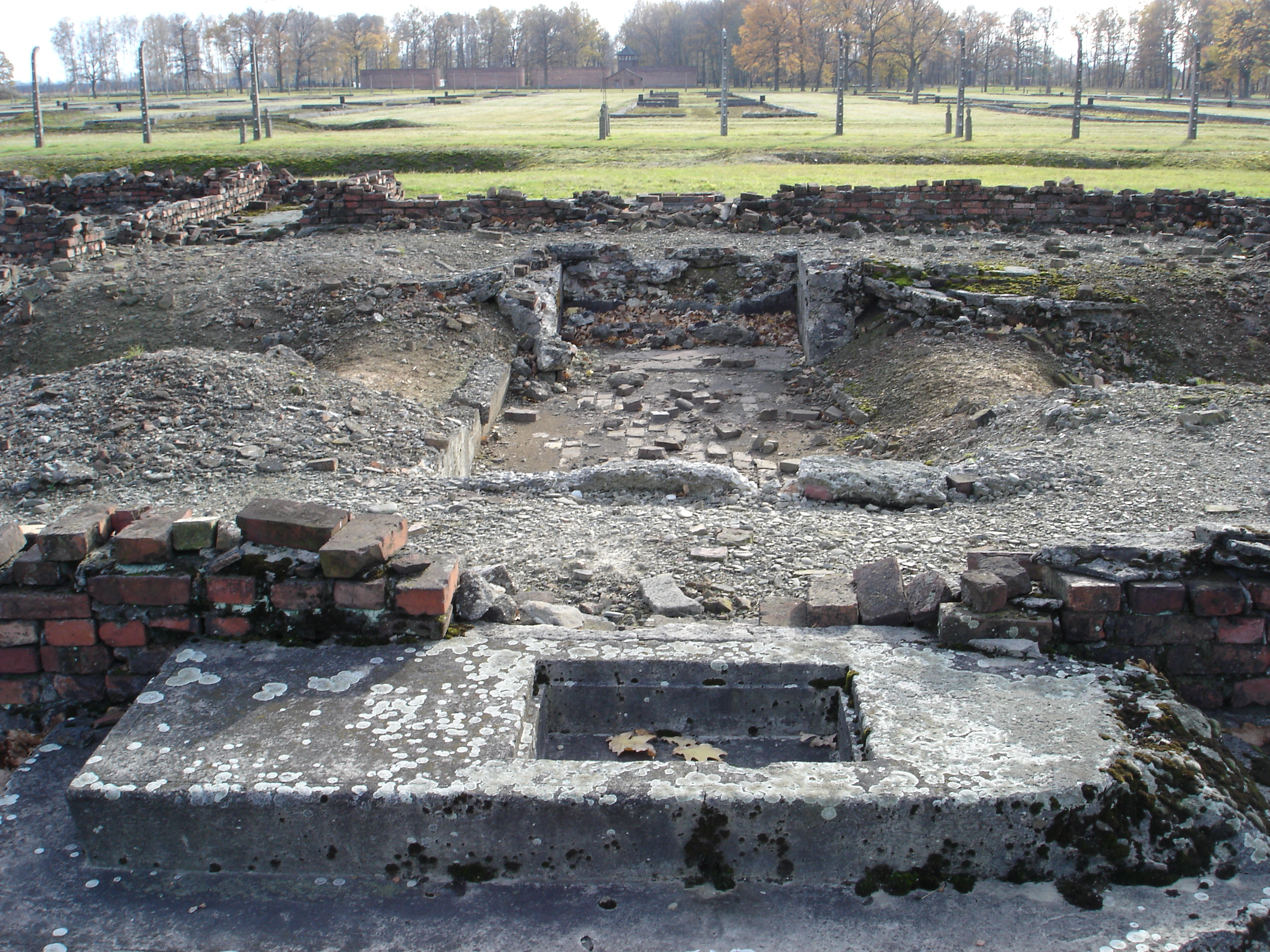
Rovine del crematorio III (nuova numerazione), distrutto durante la rivolta nel campo di Auschwitz il 7 ottobre 1944

Alla metà del 1943 l'opera di distruzione della Aktion Reinhard aveva già raggiunto la maggior parte dei risultati previsti; quindi si procedette alla chiusura e all'occultamento dei centri di annientamento; a marzo il Sonderkommando Bothmann abbandonò Chełmno e venne trasferito in Croazia e il campo venne temporaneamente chiuso. Dopo una breve riattivazione nel giugno-luglio 1944 per completare lo sterminio degli ebrei del ghetto di Lódź, venne definitivamente disattivato nel gennaio 1945; i Sonderkommando ebrei vennero eliminati e le strutture incendiate. Due rivolte dei prigionieri a Treblinka e Sobibór accelerarono la chiusura di questi centri; il 2 agosto 1943 circa 150-200 detenuti riuscirono, dopo essersi impossessati di armi ed esplosivi, a scatenare una rivolta e a fuggire da Treblinka, ma vennero poi ripresi e uccisi quasi tutti. Una seconda rivolta scoppiò il 14 ottobre a Sobibór: negli scontri furono uccise nove SS, tra cui il vicecomandante Niemann, ma i fuggiaschi vennero eliminati dagli uomini della Schupo e dai rinforzi della SD; solo circa 40 o 50 sopravvissero.
Nell'autunno 1943 il Kommando Wirth ricevette l'incarico di chiudere e distruggere senza lasciare traccia i tre campi della Aktion Reinhard. Entro ottobre terminarono le gasazioni: Bełżec venne rasa al suolo e sul terreno furono piantati alberi di pino; a Treblinka, dopo la demolizione completa del centro, venne costruita una fattoria agricola ucraina; anche Sobibór venne distrutto. Wirth e i suoi uomini furono trasferiti in missione di guerra in Istria contro i partigiani e l'ex responsabile dei campi di distruzione del Governatorato rimase ucciso in combattimento nella primavera del 1944.
Alla metà del 1944 erano ancora attivi solo i due grandi centri dipendenti dal WVHA di Oswald Pohl. La grande offensiva sovietica dell'estate mise in pericolo Majdanek (Lublino); la rapidità dell'avanzata dell'Armata Rossa impedì di evacuare e distruggere in tempo il campo, che quindi cadde il 23 luglio 1944 ancora intatto in mano dei soldati russi della 2ª Armata corazzata della Guardia del generale Semën Bogdanov, dipendente dal 1° Fronte bielorusso del maresciallo Konstantin Rokossovskij: ciò permise loro di trovare le spaventose tracce del processo di annientamento. I sovietici si impadronirono anche dei magazzini della Aktion Reinhard che erano stati trasferiti a Lublino; la scoperta ebbe risonanza mondiale ed esacerbò la propaganda anti-nazista, provocando inoltre aspre dispute di responsabilità tra alcuni dirigenti tedeschi.

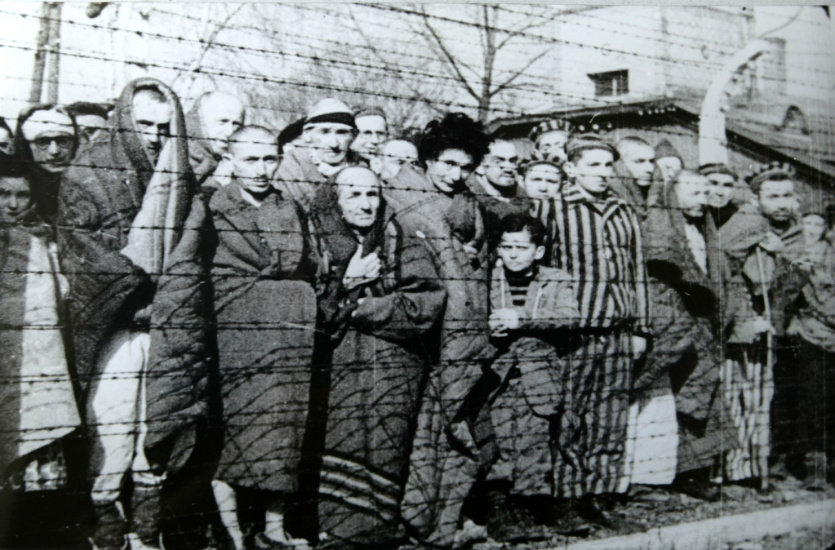
Prigionieri del campo di Auschwitz liberati dai soldati dell'Armata Rossa nel gennaio 1945

Nel frattempo ad Auschwitz era in corso il processo di annientamento degli ebrei ungheresi: oltre 600.000 deportati vennero trasferiti nel centro tra maggio e ottobre 1944 ed in maggioranza sterminati; nel novembre 1944 Himmler prese la decisione, essendo la "questione ebraica" sostanzialmente "risolta", di chiudere anche quest'ultimo centro di distruzione. A Monowitz, bombardato ripetutamente dalle forze aeree alleate, la IG Farben predispose i piani di evacuazione del campo industriale. Il 7 ottobre 1944 scoppiò una rivolta nel campo di sterminio, dove era sorta una struttura di resistenza tra i prigionieri costituita principalmente da polacchi collegati con il governo in esilio a Londra e da comunisti; un Sonderkommando ebraico si ribellò e riuscì a incendiare il crematorio III, ma la reazione tedesca fu spietata: la rivolta venne sedata e 450 detenuti furono uccisi.
Il 12 gennaio 1945 l'Armata Rossa sferrò la grande offensiva sulla Vistola che, provocando il crollo del fronte tedesco in Polonia, mise in immediato pericolo il campo di Auschwitz; il 17 gennaio venne quindi decisa l'evacuazione dei detenuti ancora presenti, 31.800 nel campo principale (compreso Birkenau) e 35.100 a Monowitz. In dieci giorni, nella crescente confusione, questi prigionieri furono quindi trasferiti con le sfibranti "marce della morte" a piedi in pieno inverno, verso altri campi all'ovest, mentre le SS dell'Obergruppenführer Schmauser fucilarono numerosi detenuti rimasti, tra cui 200 donne, e incendiarono i crematori I e II. Il primo mattino del 27 gennaio i tedeschi fecero saltare anche l'ultimo crematorio, il IV, che era rimasto in funzione fino all'ultimo per bruciare i cadaveri. Il pomeriggio del 27 gennaio 1945 i reparti sovietici della 60ª Armata del 1° Fronte ucraino del maresciallo Ivan Konev, 100ª e 107ª Divisione fucilieri, entrarono nel complesso dei campi di Auschwitz, liberando 7.000 superstiti e recuperando grandi quantità di materiali appartenuti alle vittime, tra cui 368.820 abiti da uomo, 836.255 cappotti e vestiti da donna, 5.525 paia di scarpe da donna, 13.964 tappeti, molti abiti da bambino, sette tonnellate di capelli.

#### Bilancio

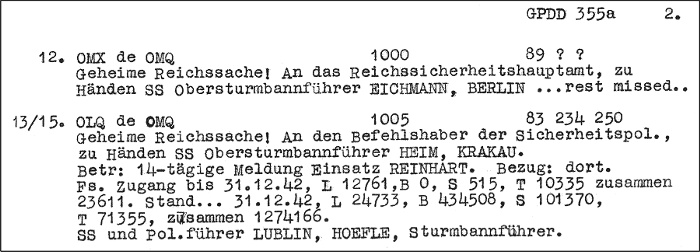
Il cosiddetto telegramma Höfle, il messaggio in codice inviato a Berlino nel gennaio 1943 da Hermann Höfle, principale collaboratore di Odilo Globočnik, per comunicare i risultati ottenuti dal programma di annientamento degli ebrei nella Aktion Reinhard

L'11 gennaio 1943 Hermann Höfle, collaboratore principale di Globočnik a Lublino, presentò un rapporto riassuntivo in codice, indirizzato al vice-comandante della polizia di sicurezza del Governatorato (il colonnello SS Franz Heim), dei risultati raggiunti fino a quel momento dalla Aktion Reinhard: l'ufficiale SS elencò il numero dei cosiddetti "arrivi registrati al 31 gennaio 1942"; in realtà si trattava di un consuntivo degli ebrei uccisi nei centri di distruzione con statistiche separate per i vari campi. Secondo questo documento in quattro campi di sterminio (Bełżec, Treblinka, Sobibór e Majdanek) erano stati uccisi non meno di 1,2 milioni di ebrei attraverso delle camere a gas che utilizzavano il monossido di carbonio. Dalla comunicazione di Höfle risultava che la maggior parte degli ebrei polacchi era stato ucciso a Bełżec (434.508) e a Treblinka (713.555), seguiti da Sobibór (101.370) e Majdanek (24.733).
Il processo di distruzione nei centri di annientamento, che aveva quindi già sterminato buona parte degli ebrei del Governatorato, sarebbe continuato ancora fino al novembre 1944 quando venne disattivato Auschwitz-Birkenau; secondo Raul Hilberg, al termine circa 3 milioni di ebrei furono sterminati nei sei centri. A Chełmno, attiva dal dicembre 1941 al settembre 1942 e nuovamente per un breve periodo nel giugno-luglio 1944, furono uccisi 150.000 ebrei; a Bełżec da marzo a giugno 1942 e da ottobre 1942 a ottobre 1943, 550.000, a Sobibór nello stesso periodo furono sterminati 200.000 ebrei, a Treblinka da luglio 1942 a ottobre 1943 le vittime furono 750.000. Nel campo di lavoro e sterminio di Lublino (Majdanek) furono uccisi, nel periodo settembre 1942-settembre 1943 50.000 ebrei, mentre la macchina della distruzione raggiunse il culmine della sua efferata efficienza ad Auschwitz-Birkenau dove furono uccisi circa 1 milione di ebrei dal febbraio 1942 al novembre 1944.

##### Nozione
Subito dopo la fine della guerra – a causa dell'altissima mortalità riscontrata anche in altri campi di concentramento tedeschi – a tutti i campi di concentramento venne estesa la nomea di sterminio, ma col tempo il numero è stato ristretto solo a quei lager nei quali erano presenti delle installazioni specificamente ideate per l'eliminazione fisica degli internati.

#### Condanna delle SS
Il 30 settembre 1946, i giudici del tribunale del Processo di Norimberga condannarono le SS, dichiarandole un'organizzazione criminale. I giudici sottolinearono questa sentenza dichiarando che: "le SS vennero usate per scopi che erano criminali, che comprendevano: la persecuzione e lo sterminio degli ebrei, brutalità ed esecuzioni nei campi di concentramento, eccessi nell'amministrazione dei territori occupati, l'amministrazione del programma di lavoro schiavistico e il maltrattamento e assassinio di prigionieri di guerra". La sentenza continuava dichiarando che il sospetto di crimini di guerra avrebbe coinvolto tutte le persone "che erano state ufficialmente accettate come membri delle SS... che divennero o rimasero membri dell'organizzazione sapendo che veniva usata per commettere atti dichiarati criminali dall'articolo 6 dello statuto di Londra sui crimini di guerra".

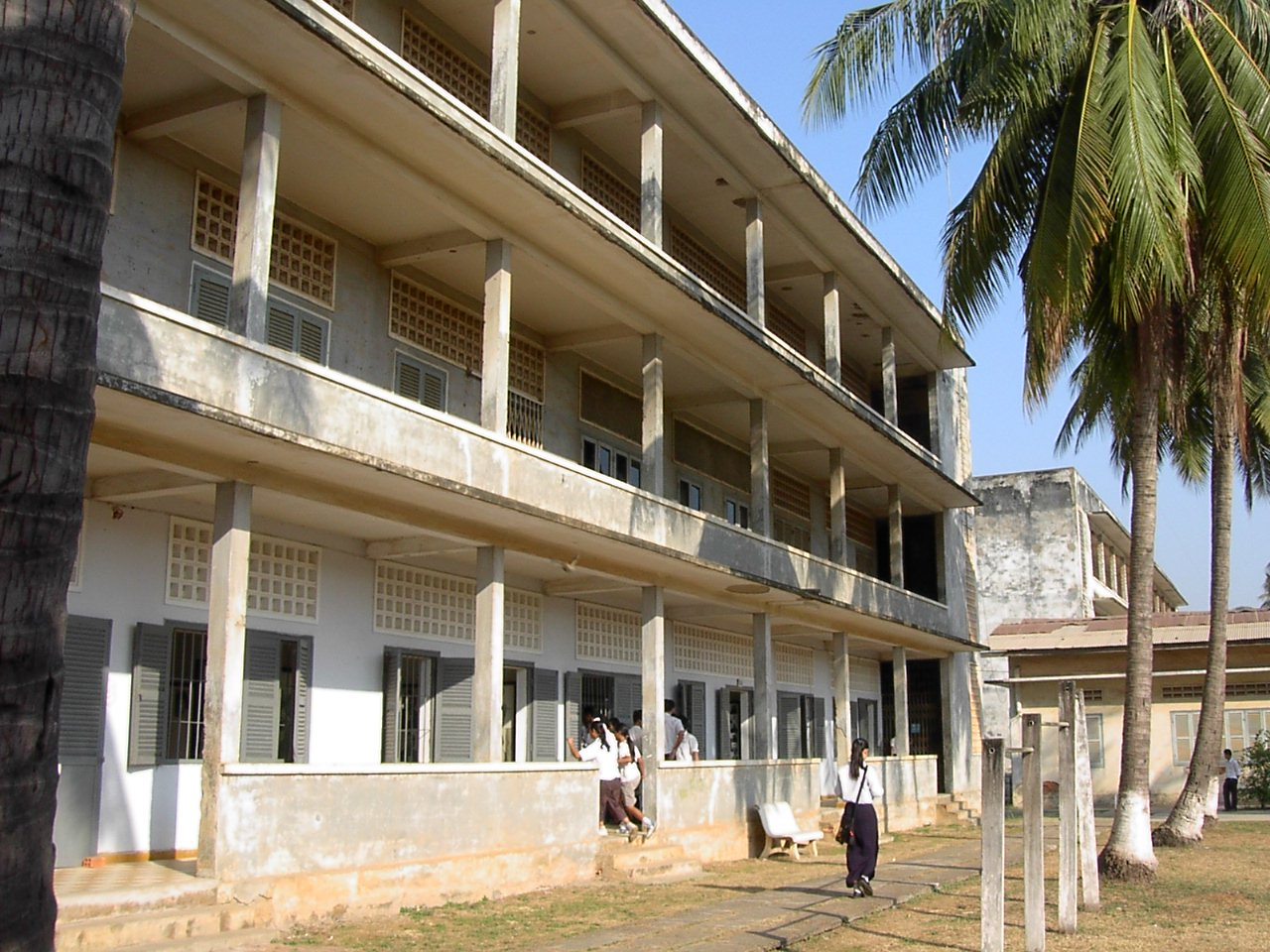
La S-21 di Tuol Sleng a Phnom Penh

## Altri campi della morte

### Campi della morte cambogiani
"Killing Fields" (it. Campi di uccisione o campi di annientamento) è il nome con cui sono conosciuti i campi cambogiani del regime di Pol Pot, a causa dell'elevata mortalità, delle durissime condizioni di vita e delle finalità con cui fu condotto il genocidio, che non consisteva solo nell'eliminazione di ogni nemico politico ma anche nella riduzione della popolazione cambogiana tramite omicidi di massa. Nella famigerata S-21, luogo di internamento per i prigionieri politici, ora sede del museo del genocidio di Tuol Sleng, su 17 000 prigionieri sopravvissero solo 7 persone.

### Campi sovietici
Il primo campo di detenzione per nemici politici utilizzato dai bolscevichi fu lo SLON sulle isole Soloveckie, aperto nel novembre 1923. Benché non fosse una struttura pensata per lo sterminio sistematico dei prigionieri, le morti per stenti e malattie erano numerose e vi furono occasionali fucilazioni di massa. A partire dal 1930 il regime sovietico iniziò la costruzione del sistema dei gulag, partendo dalla riconversione di strutture esistenti già in epoca zarista per la reclusione degli oppositori del regime, i katorga, in uno dei quali era stato prigioniero lo stesso Stalin.
Nonostante un tasso elevato di decessi, che durante il secondo conflitto mondiale raggiunse il 24,9%, i campi sovietici non erano pianificati ed organizzati specificatamente per lo sterminio dei detenuti. Non ci sono documenti ufficiali che attestino la volontà di eliminare sistematicamente i prigionieri e il numero dei liberati supera ampiamente quello dei morti, nella misura complessiva di circa 10 a 1. Tra chi fece notare tale aspetto già prima delle conferme avute dalla desecretazione dei documenti dell'amministrazione dei gulag vi furono Primo Levi e studiosi come Domenico Losurdo, in polemica con Hannah Arendt e Avraam Šifrin, e contro le interpretazioni di Furet e Nolte. Le finalità dei campi ricadevano nella repressione dell'oppressione politica. I gulag erano dunque dei tradizionali campi di detenzione, che prevedevano una temporanea permanenza dei prigionieri, lavori retribuiti, assistenza medica, alimentazione.